# Katolická církev
Katolická církev, někdy podle své nejpočetnější součásti nepřesně označovaná jako římskokatolická církev, je největší křesťanská církev s celosvětově asi 1,3 miliardy členů, katolíků. Patří k nejstarším a největším mezinárodním institucím a hrála významnou roli v dějinách a vývoji západní civilizace. Skládá se z 24 autonomních církví, a to římskokatolické (latinské) církve a 23 mnohem méně početných východních katolických církví. Tyto církve se člení do téměř 3 500[zdroj?] diecézí a eparchií, zpravidla řízených biskupy (eparchy). Východní katolické církve, které mají dohromady přibližně 18 milionů členů, tvoří hlavně východní křesťané, kteří z různých historických důvodů během novověku navázali společenství s papežem. Těžiště katolicismu v době jeho vzniku v 16. století bylo v západní a střední Evropě, nyní však katolíci následkem misií a migrace žijí po celém světě. Od 20. století žije většina z nich na jižní polokouli, částečně i v důsledku sekularizace v Evropě a zvýšeného pronásledování na Blízkém východě. Za svou hlavu katolická církev považuje Ježíše Krista, jehož pozemským zástupcem a svrchovaným pastýřem církve je papež, římský biskup. Papež stojí v čele Svatého stolce, ústředního řídícího orgánu církve. Od roku 1929 jsou papežové zároveň i monarchy Vatikánu, městského státu v Římě, který spravuje Římská kurie a ve kterém papež a Svatý stolec sídlí. V rámci křesťanství je katolická církev hlavní představitelkou katolicismu, kam vedle ní patří starokatolická církev a další církve s podobným charakterem liturgie a nauky.  
Z původní nerozdělené křesťanské církve (již od druhého století také často označované jako katolická, tj. všeobecná církev) se dnešní katolická církev vydělila následkem řady rozkolů, především velkého schizmatu v roce 1054, kdy se církev v západní části Evropy rozešla s pravoslavím na východě, a reformace 16. století, kdy vznikl protestantismus a Tridentský koncil v reakci na něj zformoval novověkou katolickou identitu. S pravoslavím a protestantismem však stále sdílí nauky obsažené v Nicejském vyznání víry, i když se v jejich výkladu v některých případech odlišuje. Učí, že je jednou, svatou, katolickou a apoštolskou církví, kterou založil Kristus, že její biskupové jsou nástupci Kristových apoštolů a že papež je nástupcem svatého Petra, kterému Ježíš Kristus udělil primát, tedy vedení církve. Tvrdí, že vyznává původní křesťanskou víru, kterou učili apoštolové a kterou ona se svým učitelským úřadem neomylně předává a vykládá na základě Písma svatého a posvátné tradice. Různost liturgických ritů, mnišských řádů, teologických směrů a dalších institucí v katolické církvi odráží její různé teologické a duchovní důrazy. Na rozdíl od protestantismu klade katolická církev důraz na svátosti, zejména eucharistii slavenou při mši svaté, a na kult svatých, především Panny Marie.
Katolické sociální učení zdůrazňuje dobrovolnou podporu nemocných, chudých a trpících prostřednictvím tělesných a duchovních skutků milosrdenství. Katolická církev po celém světě provozuje tisíce katolických škol, univerzit a vysokých škol, nemocnic, sirotčinců a charitativních organizací a je světově největším nevládním poskytovatelem vzdělání a zdravotní péče. V minulosti zásadně ovlivnila a dodnes ovlivňuje západní filozofii, kulturu a vědu. Zejména od druhého vatikánského koncilu, který skončil roku 1965, probíhá polemika ohledně katolického učení o sexuální etice, bioetice, role žen v církvi včetně možnosti jejich svěcení a o demokratizaci církevního života; tyto spory církev polarizují mezi konzervativní a liberální křídlo a vedly k vlně výstupů z církve a odštěpení části věřících. Velké problémy církev řeší v souvislosti s vlnou odhalení sexuálního zneužívání duchovními.
Od rekatolizace v 17. století je římskokatolická církev nejpočetnější náboženskou společností na území Česka, i když počet jejích členů dlouhodobě klesá. K římskému katolictví se v Česku při sčítání lidu roku 2022 přihlásilo přes 740 tisíc osob z asi 1 370 tisíc těch, kteří se přihlásili k nějakému konkrétnímu vyznání. Římskokatolická církev v Česku se dělí na dvě církevní provincie, českou (arcidiecéze pražská se sufragánními diecézemi českobudějovickou, královéhradeckou, litoměřickou a plzeňskou) a moravskou (arcidiecéze olomoucká a diecéze brněnská a ostravsko-opavská). Řeckokatolická církev v Česku má vlastní apoštolský exarchát. Biskupové obou církví se sdružují v České biskupské konferenci, jež si volí svého předsedu. V Česku také působí Apoštolská nunciatura v České republice, diplomatické zastoupení Vatikánu.

## Název
Hlavní články: Katolická (termín) a Římskokatolická (termín)

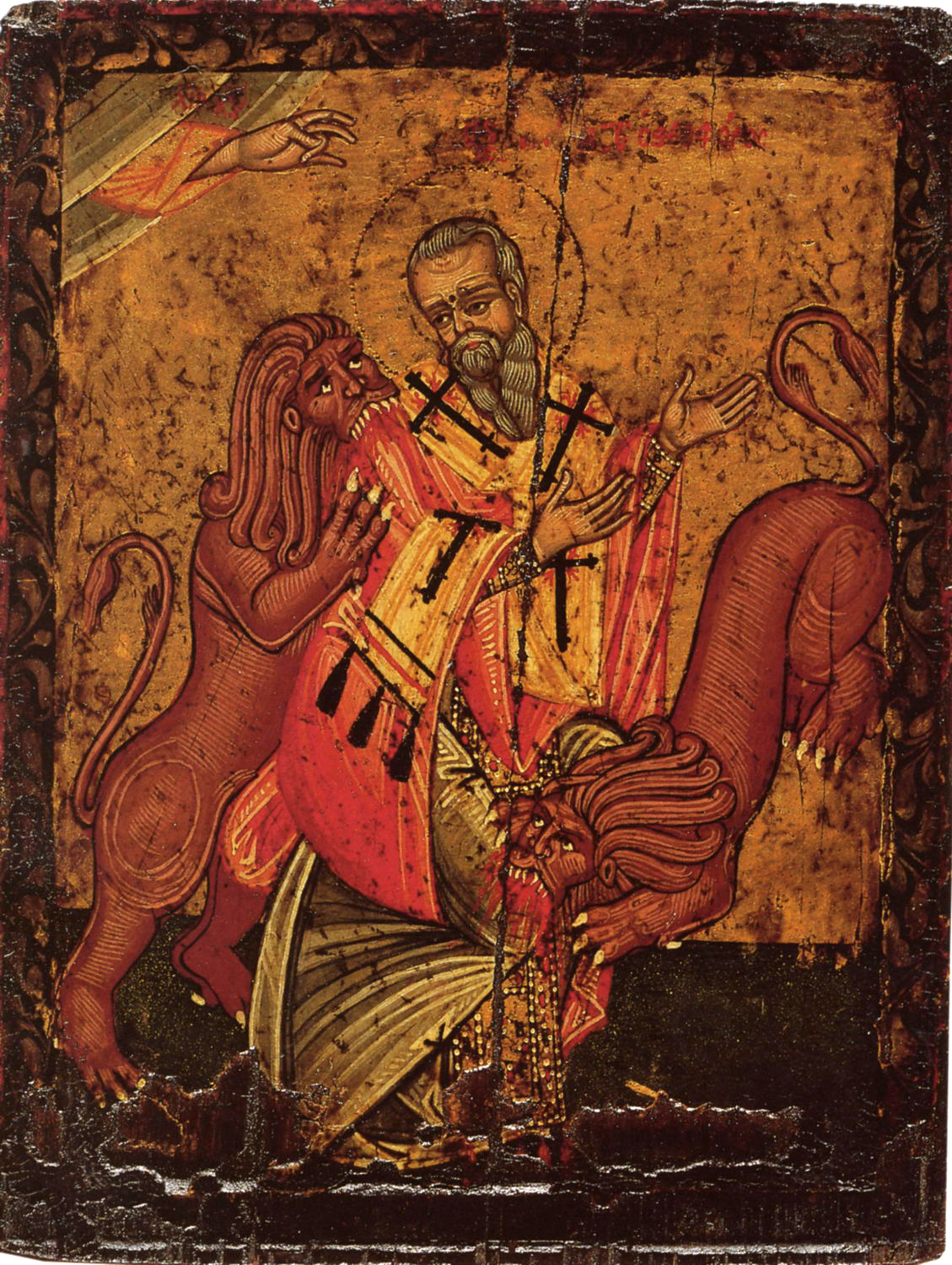
Poprvé použil termín „katolická církev“ (doslova znamená „všeobecná církev“) církevní otec svatý Ignác z Antiochie ve svém Listu Smyrňanům (asi 110 n. l.). Ignáci z Antiochie se také připisuje nejstarší zaznamenané použití termínu „křesťanství“ (řecky Χριστιανισμός) asi v roce 100 n. l. Zemřel v Římě, jeho ostatky se nacházejí v Bazilice svatého Klimenta v Lateráně.

Slovo katolická (z řeckého καθολικός, romanizováno: katholikos, doslova „všeobecná“) bylo poprvé použito pro označení církve na počátku 2. století. První známé použití výrazu „katolická církev“ (řecky: καθολικὴ ἐκκλησία, romanizovaně: he katholike ekklesia) se objevilo v dopise svatého Ignáce z Antiochie Smyrňanům napsaném kolem roku 110 n. l., který obsahoval následující text: „Kdekoli se objeví biskup, tam ať je lid, tak jako kde je Ježíš, tam je všeobecná [katolická] církev.“ V katechetických přednáškách (asi 350) svatého Cyrila Jeruzalémského byl název „katolická církev“ použit k odlišení od jiných skupin, které se také nazývaly „církví“. Pojem „katolická“ byl dále zdůrazněn v ediktu De fide Catolica vydaném roku 380 Theodosiem I., posledním císařem, který vládl východní i západní polovině Římské říše, při zřízení státní církve Římské říše.
Od schizmatu mezi Východem a Západem v roce 1054 přijala východní církev přídavné jméno „pravoslavná“ jako svůj charakteristický přívlastek; její oficiální název nadále zní „pravoslavná katolická církev“. Západní církev ve společenství se Svatým stolcem přijala podobně přívlastek „katolická“ a ponechala si toto označení i po protestantské reformaci v 16. století, kdy se těm, kdo přestali být ve společenství, začalo říkat „protestanti“.
Zatímco „římská církev“ se používá pro označení papežské diecéze v Římě od pádu Západořímské říše a v raném středověku (6.–10. století), „římskokatolická církev“ se používá pro celou církev od protestantské reformace na konci 16. století. Dále někteří označují latinskou církev jako „Roman Catholic“ na rozdíl od východních katolických církví. „Roman Catholic“ se příležitostně objevuje také v dokumentech vydávaných jak Svatým stolcem, tak zejména používaných některými národními biskupskými konferencemi a místními diecézemi.
Název „katolická církev“ pro celou církev se používá v Katechismu katolické církve (1990) a Kodexu kanonického práva (1983). Název „katolická církev“ se používá také v dokumentech Druhého vatikánského koncilu (1962–1965), Prvního vatikánského koncilu (1869–1870), Tridentského koncilu (1545–1563) a mnoha dalších oficiálních dokumentech.

## Historie

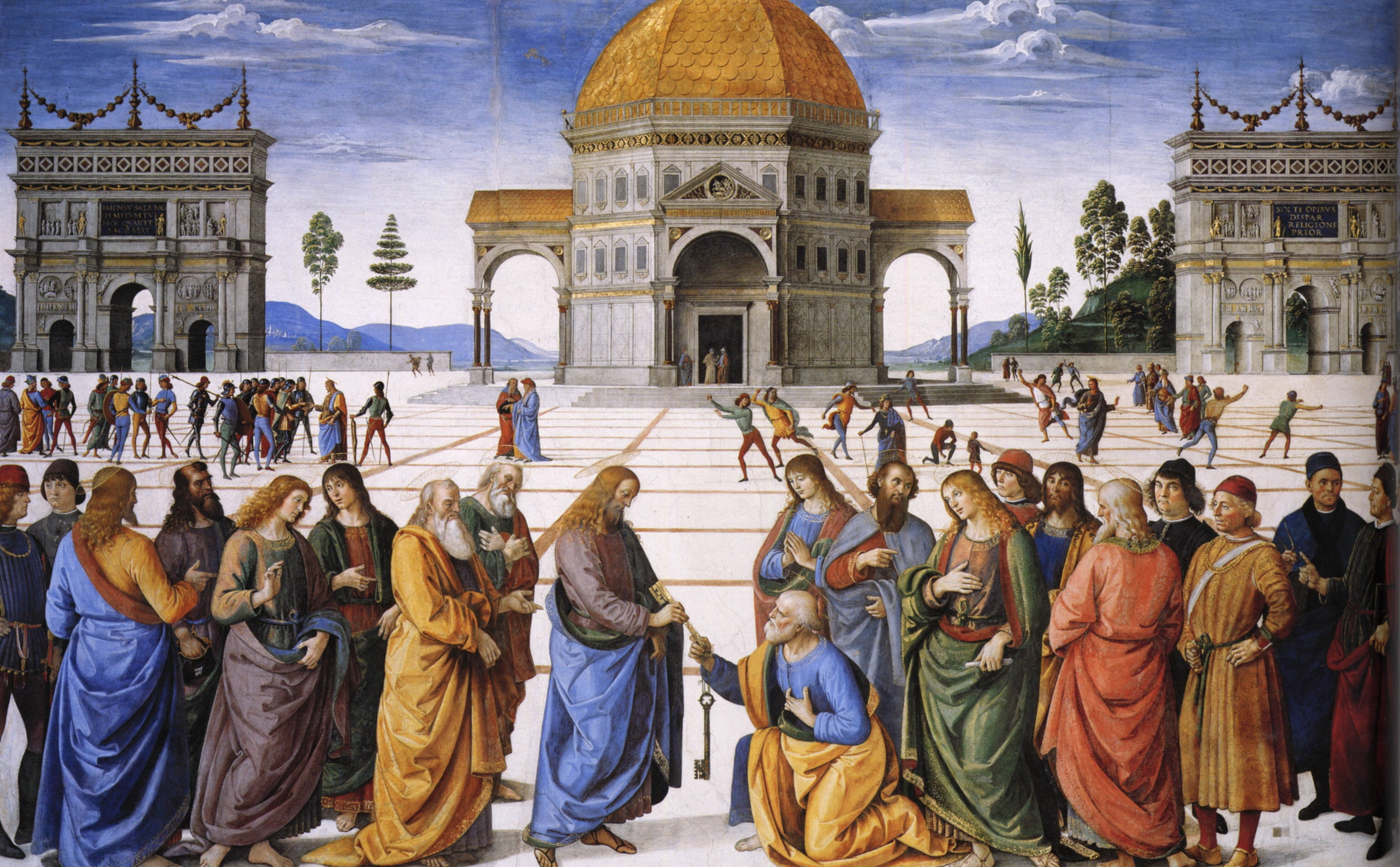
Tato freska (1481–1482) od Pietra Perugina v Sixtinské kapli zobrazuje Ježíše, jak předává klíče od nebes svatému Petrovi.

Křesťanské náboženství je založeno na zvěstovaném učení Ježíše, který žil a kázal v 1. století n. l. v provincii Judea v Římské říši. Katolická teologie učí, že současná katolická církev je pokračováním tohoto raného křesťanského společenství založeného Ježíšem Kristem. Křesťanství se rozšířilo po celé rané římské říši, a to i přes pronásledování způsobené konflikty s pohanským státním náboženstvím. Císař Konstantin v roce 313 legalizoval praktikování křesťanství a v roce 380 se stalo státním náboženstvím. Germánští nájezdníci na římské území v 5. a 6. století, z nichž mnozí předtím přijali ariánské křesťanství, nakonec přijali katolicismus, aby se spojili s papežstvím a kláštery.
V 7. a 8. století vedly rozšiřující se muslimské výboje po nástupu islámu k arabské nadvládě ve Středomoří, která přerušila politické spojení mezi touto oblastí a severní Evropou a oslabila kulturní vazby mezi Římem a Byzantskou říší. Konflikty týkající se autority v církvi, zejména autority římského biskupa, nakonec vyvrcholily v 11. století schizmatem mezi Východem a Západem, který rozdělil církev na katolickou a pravoslavnou. K dřívějším rozkolům v církvi došlo po Efezském koncilu (431) a Chalcedonském koncilu (451). Několik východních církví však zůstalo ve společenství s Římem a části některých dalších navázaly společenství v 15. století a později a vytvořily tzv. východní katolické církve.

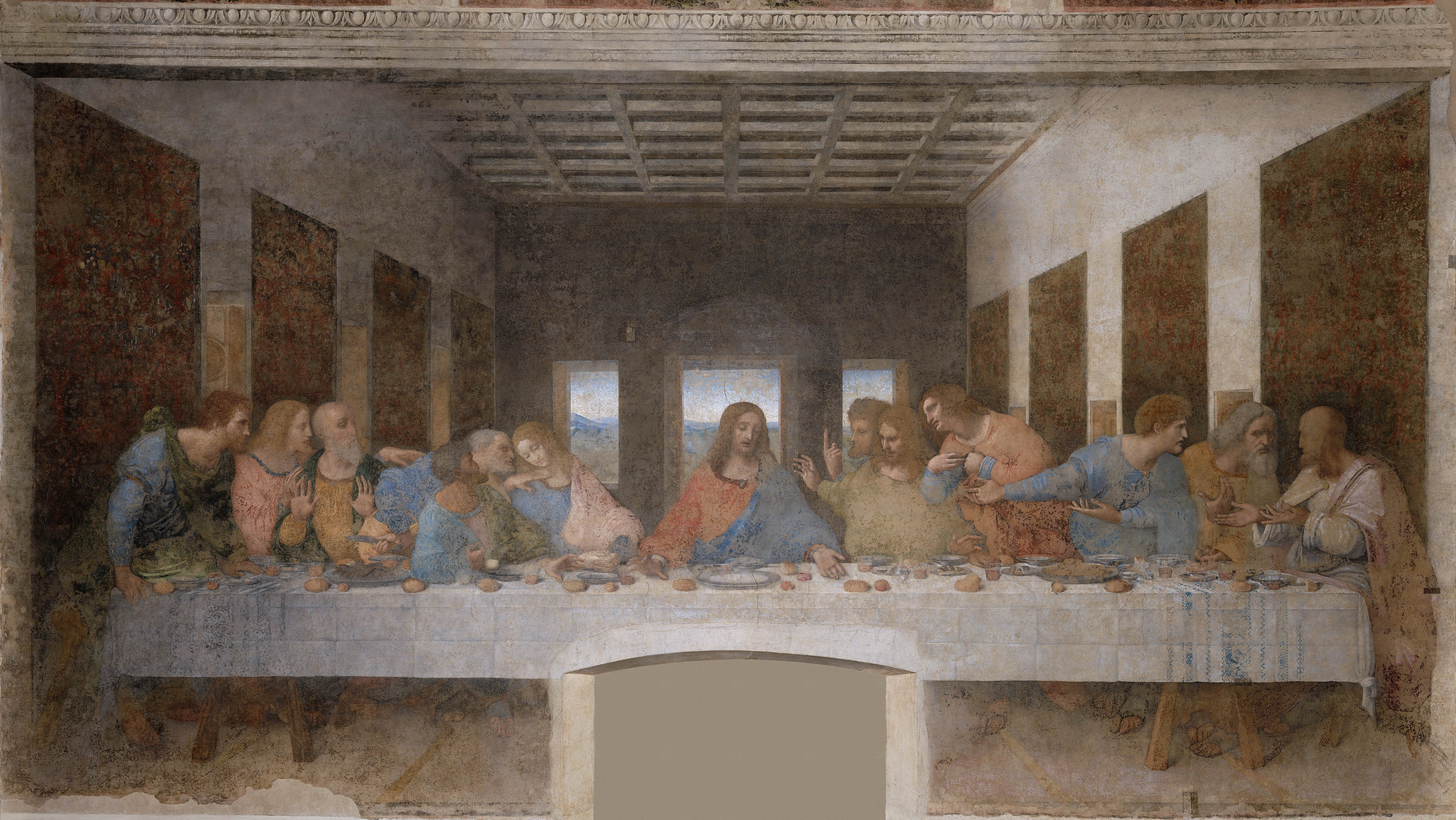
Poslední večeře, nástěnná malba Leonarda da Vinciho z konce 90. let 14. století, zobrazující poslední večeři Ježíše a jeho dvanácti apoštolů v předvečer ukřižování. Většina apoštolů je pohřbena v Římě, včetně svatého Petra.

Rané kláštery po celé Evropě pomohly zachovat řeckou a římskou klasickou civilizaci. Církev se nakonec stala dominantním vlivem západní civilizace až do novověku. Mnoho renesančních osobností bylo sponzorováno církví. V 16. století však začaly církev, zejména její náboženskou autoritu, zpochybňovat osobnosti protestantské reformace a v 17. století také světští intelektuálové v rámci osvícenství. Současně španělští a portugalští objevitelé a misionáři šířili vliv církve v Africe, Asii a Novém světě.
V roce 1870 vyhlásil První vatikánský koncil dogma o papežské neomylnosti a Italské království připojilo město Řím, poslední část papežských států, která byla začleněna do nového státu. Ve 20. století antiklerikální vlády po celém světě, včetně Mexika a Španělska, pronásledovaly nebo popravily tisíce kleriků i laiků. Za druhé světové války církev odsoudila nacismus a ochránila statisíce Židů před holocaustem; její úsilí však bylo kritizováno jako nedostatečné. Po válce byla v komunistických zemích nově připojených k Sovětskému svazu, z nichž některé měly početné katolické obyvatelstvo, svoboda vyznání přísně omezena. 
Druhý vatikánský koncil v 60. letech 20. století vedl k reformám církevní liturgie a praxe, které obhájci označovali za „otevírání oken“, ale tradicionalističtí katolíci je kritizovali. Tváří v tvář zvýšené kritice zevnitř i zvenčí církev zachovala nebo znovu potvrdila v různých obdobích kontroverzní doktrinální postoje týkající se sexuality a pohlaví, včetně omezení duchovních na muže a morálního napomínání proti potratům, antikoncepci, sexuálním aktivitám mimo manželství, novému sňatku po rozvodu bez anulace a proti manželství osob stejného pohlaví. 

### Apoštolské období a papežství
Hlavní článek: Apoštolská doba

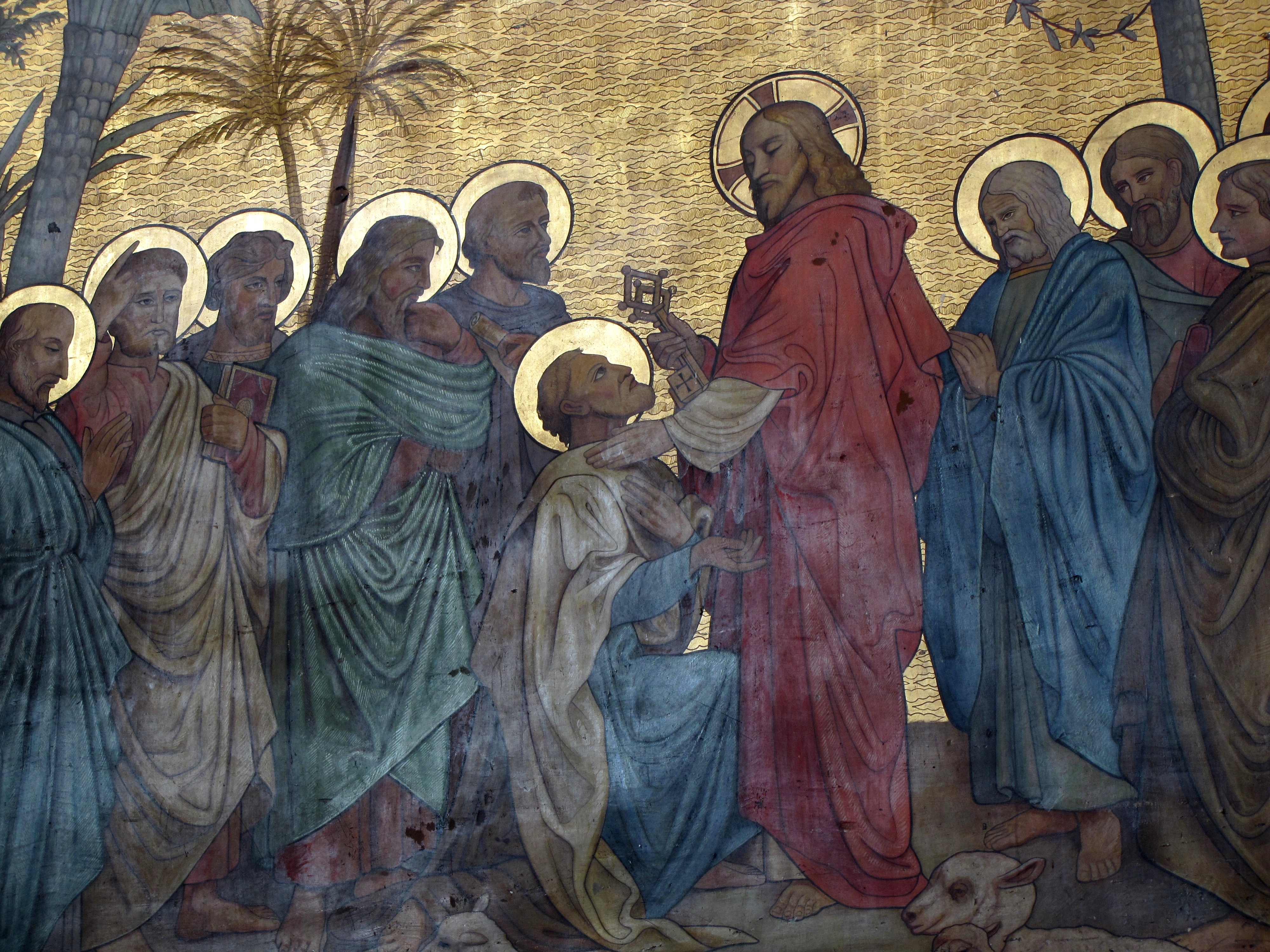
Ježíšovo pověření pro sv. Petra

Nový zákon, zejména evangelia, zaznamenává Ježíšovu činnost a učení, jeho jmenování dvanácti apoštolů a jeho Velké misijní poslání pro apoštoly, kterým je pověřil, aby pokračovali v jeho díle. Kniha Skutky apoštolů vypráví o založení křesťanské církve a šíření jejího poselství v římské říši. Katolická církev učí, že její veřejné působení začalo o Letnicích, které nastaly padesát dní po datu, kdy byl Kristus podle svědectví vzkříšen. O Letnicích apoštolové podle učení přijali Ducha svatého, který je připravil na jejich poslání při vedení církve. Katolická církev učí, že sbor biskupů v čele s římským biskupem jsou nástupci apoštolů.
Ve vyprávění o Petrově vyznání, které se nachází v Matoušově evangeliu, Kristus označuje Petra za „skálu“, na níž bude postavena Kristova církev. Katolická církev považuje římského biskupa, papeže, za nástupce svatého Petra. Někteří badatelé uvádějí, že Petr byl prvním římským biskupem. Jiní tvrdí, že instituce papežství není závislá na tom, že Petr byl římským biskupem, nebo dokonce na tom, že kdy byl v Římě. Mnozí badatelé zastávají názor, že církevní struktura s více presbytery/biskupy přetrvávala v Římě až do poloviny 2. století, kdy byla přijata struktura jednoho biskupa a více presbyterů, a že pozdější autoři zpětně použili označení „římský biskup“ pro nejvýznamnější členy kléru v dřívějším období a také pro samotného Petra. Na základě toho Oscar Cullmann, Henry Chadwick a Bart D. Ehrman zpochybňují, že mezi Petrem a moderním papežstvím existovala formální vazba. Raymond E. Brown také říká, že je anachronické mluvit o Petrovi ve smyslu místního římského biskupa, ale že křesťané té doby by na Petra pohlíželi jako na člověka, který „plnil role, jež by zásadním způsobem přispěly k vývoji role papežství v pozdější církvi“. Tyto role, říká Brown, „nesmírně přispěly k tomu, že římský biskup, biskup města, kde Petr zemřel a kde Pavel dosvědčil Kristovu pravdu, byl vnímán jako Petrův nástupce v péči o univerzální církev“.

### Starověk a Římská říše
Hlavní články: Dějiny raného křesťanství, Pentarchie a Seznam herezí v katolické církvi
Podmínky v Římské říši usnadňovaly šíření nových myšlenek. Síť silnic a vodních cest v říši usnadňovala cestování a Pax Romana umožňoval bezpečné cestování. Říše podporovala šíření společné kultury s řeckými kořeny, což umožňovalo snadnější vyjádření a pochopení myšlenek.
Na rozdíl od většiny náboženství v Římské říši však křesťanství vyžadovalo, aby se jeho stoupenci zřekli všech ostatních bohů, což byla praxe převzatá z judaismu (viz Modloslužba). Odmítnutí křesťanů připojit se k pohanským oslavám znamenalo, že se nemohli účastnit většiny veřejného života, což vyvolávalo u nekřesťanů – včetně vládních úřadů – obavy, že křesťané rozzlobí bohy, a tím ohrozí mír a prosperitu říše. Z toho vyplývající pronásledování bylo určujícím rysem křesťanského sebepojetí až do legalizace křesťanství ve 4. století.

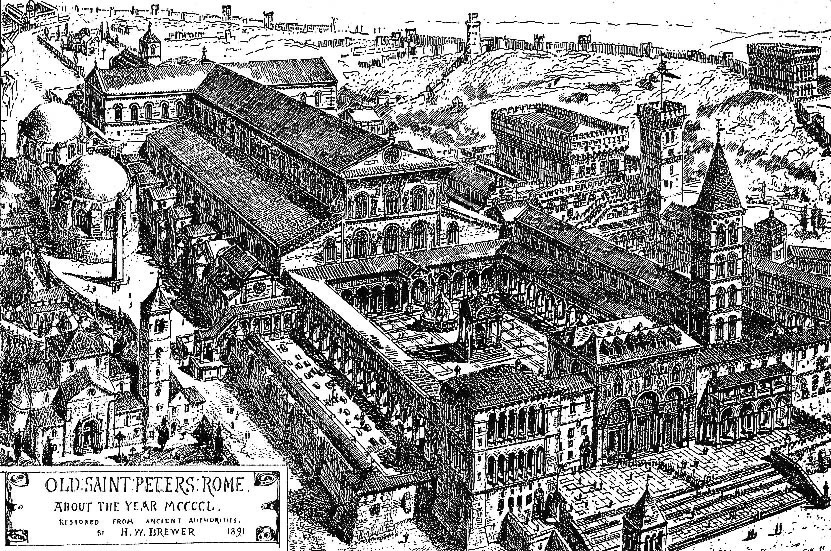
Kresba Staré baziliky svatého Petra z 19. století od Henryho Williama Brewera, původně postavená v roce 318 císařem Konstantinem.

V roce 313 císař Konstantin I. Milánským ediktem legalizoval křesťanství a v roce 330 Konstantin přenesl císařské hlavní město do Konstantinopole, dnešního Istanbulu v Turecku. V roce 380 se Soluňským ediktem stalo nicejské křesťanství státní církví Římské říše, což se na zmenšujícím se území Byzantské říše udrželo až do zániku samotné říše pádem Konstantinopole v roce 1453, zatímco jinde byla církev na říši nezávislá, jak se ukázalo zejména při schizmatu mezi Východem a Západem. V období sedmi ekumenických koncilů vzniklo pět hlavních církevních stolců, jejichž uspořádání formalizoval v polovině 6. století císař Justinián I. jako pentarchii Říma, Konstantinopole, Antiochie, Jeruzaléma a Alexandrie. Chalcedonský koncil v roce 451 ve sporném kánonu povýšil konstantinopolský stolec na „druhé místo co do významu a moci po římském biskupovi“. Od roku 350 do roku 500 se autorita římských biskupů neboli papežů neustále zvyšovala díky jejich důslednému zasahování na podporu ortodoxních představitelů v teologických sporech, což podporovalo odvolávání se k nim. Císař Justinián, který v oblastech pod svou kontrolou definitivně zavedl formu caesaropapismu, v němž „měl právo a povinnost upravovat svými zákony nejmenší podrobnosti bohoslužby a kázně a také diktovat teologické názory, které mají být v církvi zastávány“, obnovil císařskou moc nad Římem a dalšími částmi Západu, zahájil období označované jako byzantské papežství (537–752), během něhož římští biskupové neboli papežové potřebovali ke svatořečení souhlas císaře v Konstantinopoli nebo jeho zástupce v Ravenně a většinu z nich vybíral císař ze svých řecky mluvících poddaných, což vedlo k „tavicímu kotli“ západních a východních křesťanských tradic v umění i liturgii.
Většina germánských kmenů, které v následujících staletích napadly Římskou říši, přijala křesťanství v jeho ariánské podobě, kterou katolická církev prohlásila za heretickou. Následným náboženským neshodám mezi germánskými vládci a katolickými poddanými se podařilo zabránit, když roku 497 přestoupil franský vládce Chlodvík I. na ortodoxní katolicismus a spojil se s papežstvím a kláštery. Jeho příkladu následovali roku 589 Vizigóti ve Španělsku a v průběhu 7. století Lombarďané v Itálii.
Západní křesťanství, zejména prostřednictvím svých klášterů, bylo významným faktorem zachování klasické civilizace, jejího umění (viz iluminovaný rukopis) a gramotnosti. Benedikt z Nursie (asi 480–543), jeden ze zakladatelů západního mnišství, měl prostřednictvím své řehole obrovský vliv na evropskou kulturu, neboť si přisvojil mnišské duchovní dědictví rané katolické církve a s rozšířením benediktinské tradice zachoval a předával antickou kulturu. V tomto období se mnišské Irsko stalo centrem vzdělanosti a první irští misionáři, jako byli Kolumbán a Kolumba, šířili křesťanství a zakládali kláštery po celé kontinentální Evropě.

### Středověk a renesance
Další informace: Křesťanství ve středověku a Křesťanství v 16. století

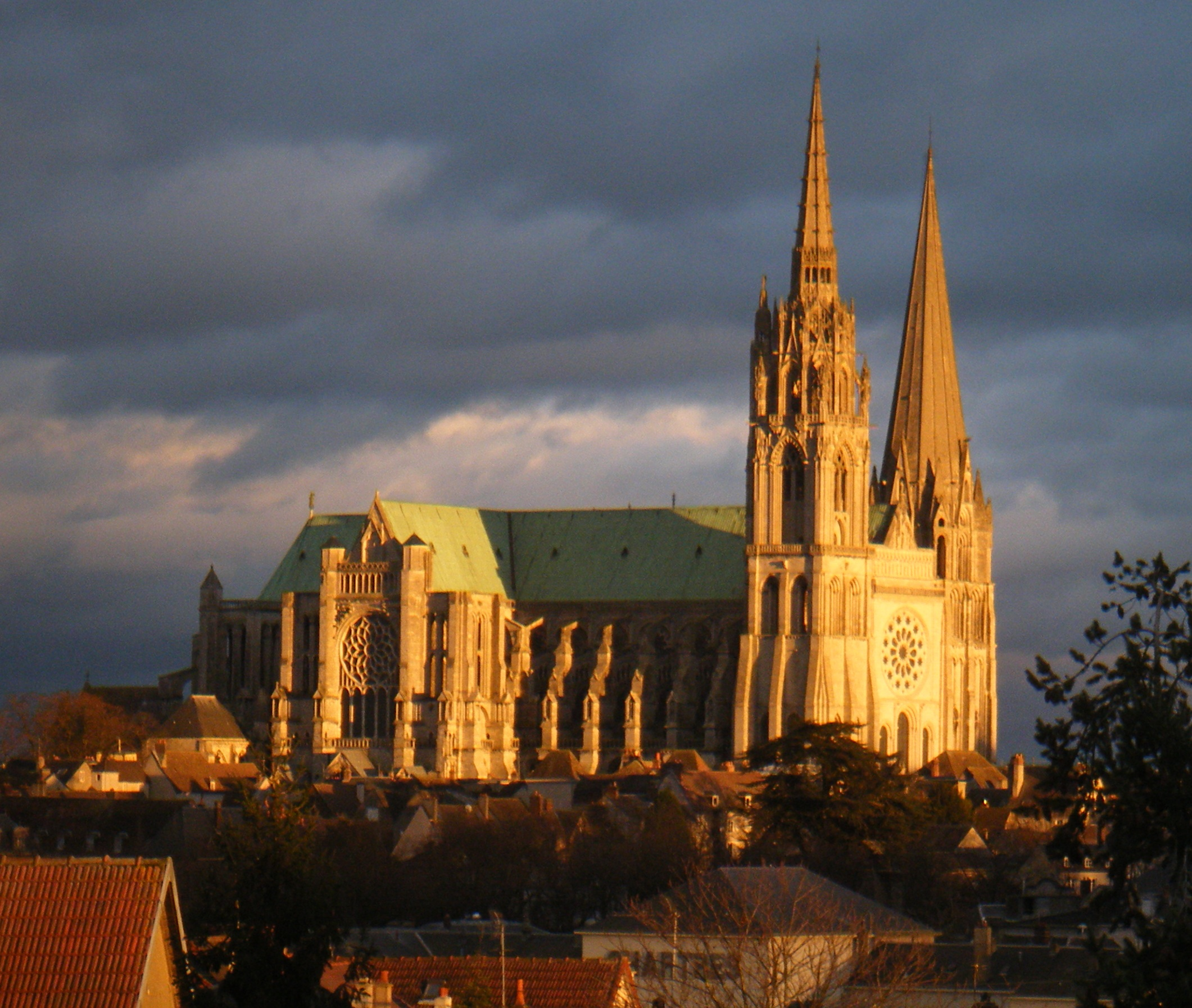
Katedrála v Chartres, dokončena v r. 1220

Katolická církev měla dominantní vliv na západní civilizaci od pozdní antiky až do počátku novověku. Byla hlavním sponzorem románského, gotického, renesančního, manýristického a barokního stylu v umění, architektuře a hudbě. Renesanční osobnosti jako Rafael, Michelangelo, Leonardo da Vinci, Botticelli, Fra Angelico, Tintoretto, Tizian, Bernini a Caravaggio jsou příklady četných výtvarných umělců sponzorovaných církví. Historik Paul Legutko ze Stanfordovy univerzity řekl, že katolická církev je „v centru vývoje hodnot, idejí, vědy, zákonů a institucí, které tvoří to, čemu říkáme západní civilizace“.
V západním křesťanství byly první univerzity v Evropě založeny mnichy katolické církve Od 11. století se některé starší katedrální školy staly univerzitami (viz například univerzita v Oxfordu, univerzita v Paříži a univerzita v Boloni). Dříve bylo vyšší vzdělání doménou křesťanských katedrálních škol nebo klášterních škol (Scholae monasticae), které vedli mniši a jeptišky. Doklady o takových školách pocházejí již ze 6. století n. l. Tyto nové univerzity rozšířily studijní program o akademické programy pro duchovní, právníky, úředníky a lékaře. Univerzita je obecně považována za instituci, která má svůj původ ve středověkém křesťanském prostředí.
Masivní islámské invaze v polovině 7. století zahájily dlouhý boj mezi křesťanstvím a islámem v celé oblasti Středomoří. Byzantská říše brzy ztratila území východních patriarchátů Jeruzaléma, Alexandrie a Antiochie, a byla omezena na Konstantinopol, hlavní město říše. V důsledku islámské nadvlády ve Středomoří se franský stát, soustředěný daleko od tohoto moře, mohl vyvinout v dominantní mocnost, která utvářela západní Evropu středověku. Bitvy u Toulouse a Poitiers zastavily islámský postup na Západě a neúspěšné obléhání Konstantinopole jej zastavilo na Východě. O dvě nebo tři desetiletí později, v roce 751, ztratila Byzantská říše ve prospěch Lombardů město Ravennu, odkud řídila malé fragmenty Itálie včetně Říma, které uznávaly její svrchovanost. Pád Ravenny znamenal, že při volbě papeže Štěpána II. v roce 752 nebylo požádáno o potvrzení již neexistujícím exarchou a že papežství bylo nuceno hledat civilní moc, která by ho ochránila, jinde. V roce 754 na naléhavou žádost papeže Štěpána dobyl Lombarďany franský král Pipin III. Krátký. Poté daroval papeži země bývalého exarchátu, čímž zahájil vznik papežských států. Řím a byzantský Východ se dostaly do dalšího konfliktu během Fotiova schizmatu v 60. letech 8. století, kdy Fotius kritizoval latinský západ za přidání klauzule filioque poté, co byl exkomunikován Mikulášem I. Schizma bylo sice urovnáno, ale nevyřešené otázky vedly k dalšímu rozdělení.
V 11. století vedlo úsilí Hildebranda ze Sovany k vytvoření kardinálského kolegia, které volilo nové papeže, počínaje papežem Alexandrem II. při papežské volbě v roce 1061. Když Alexandr II. zemřel, byl Hildebrand zvolen jeho nástupcem jako papež Řehoř VII. Základní volební systém kolegia kardinálů, který Řehoř VII. pomáhal zavést, fungoval až do 21. století. Papež Řehoř VII. dále inicioval gregoriánské reformy týkající se nezávislosti duchovenstva na světské moci. To vedlo ke sporu o investituru mezi církví a císaři Svaté říše římské o to, kdo má pravomoc jmenovat biskupy a papeže.
V roce 1095 požádal byzantský císař Alexius I. papeže Urbana II. o pomoc proti obnoveným muslimským nájezdům v byzantsko-seljuckých válkách, což Urbana přimělo k zahájení první křížové výpravy, jejímž cílem bylo pomoci Byzantské říši a navrácení Svaté země pod křesťanskou kontrolu. V 11. století rozdělily napjaté vztahy mezi převážně řeckou a latinskou církví schizma mezi Východem a Západem, částečně kvůli sporům o papežskou autoritu. Čtvrtá křížová výprava a vyplenění Konstantinopole odpadlými křižáky se ukázaly být konečným rozchodem. Velké gotické katedrály ve Francii byly v této době výrazem lidové hrdosti na křesťanskou víru.
Na počátku 13. století založili František z Assisi a Dominik de Guzmán žebravé řády. Studia conventualia a studia generalia žebravých řádů sehrála velkou roli při přeměně církví podporovaných katedrálních a dvorských škol, jako byla škola Karla Velikého v Cáchách, ve významné evropské univerzity. Na těchto studiích studovali a vyučovali scholastičtí teologové a filozofové, jako byl dominikánský kněz Tomáš Akvinský. Akvinského Summa Theologica se stala intelektuálním milníkem, neboť v ní došlo k syntéze odkazu starořeckých filozofů, jako byli Platón a Aristotelés, s obsahem křesťanského zjevení.
14. století bylo poznamenáno rostoucím vnímáním konfliktů mezi církví a státem. Aby unikl nestabilitě v Římě, stal se Klement V. v roce 1309 prvním ze sedmi papežů, kteří sídlili v opevněném městě Avignon v jižní Francii v období známém jako avignonské papežství. Avignonský papežský úřad skončil v roce 1376, kdy se papež vrátil do Říma, ale po něm následovalo v roce 1378 38 let trvající západní schizma, kdy si na papežský úřad činili nárok Řím, Avignon a (po roce 1409) Pisa. Záležitost byla z velké části vyřešena v letech 1415-17 na Kostnickém koncilu, kdy se uchazeči v Římě a Pise dohodli na odstoupení a třetí uchazeč byl exkomunikován kardinály, kteří uspořádali novou volbu a jmenovali papežem Martina V.

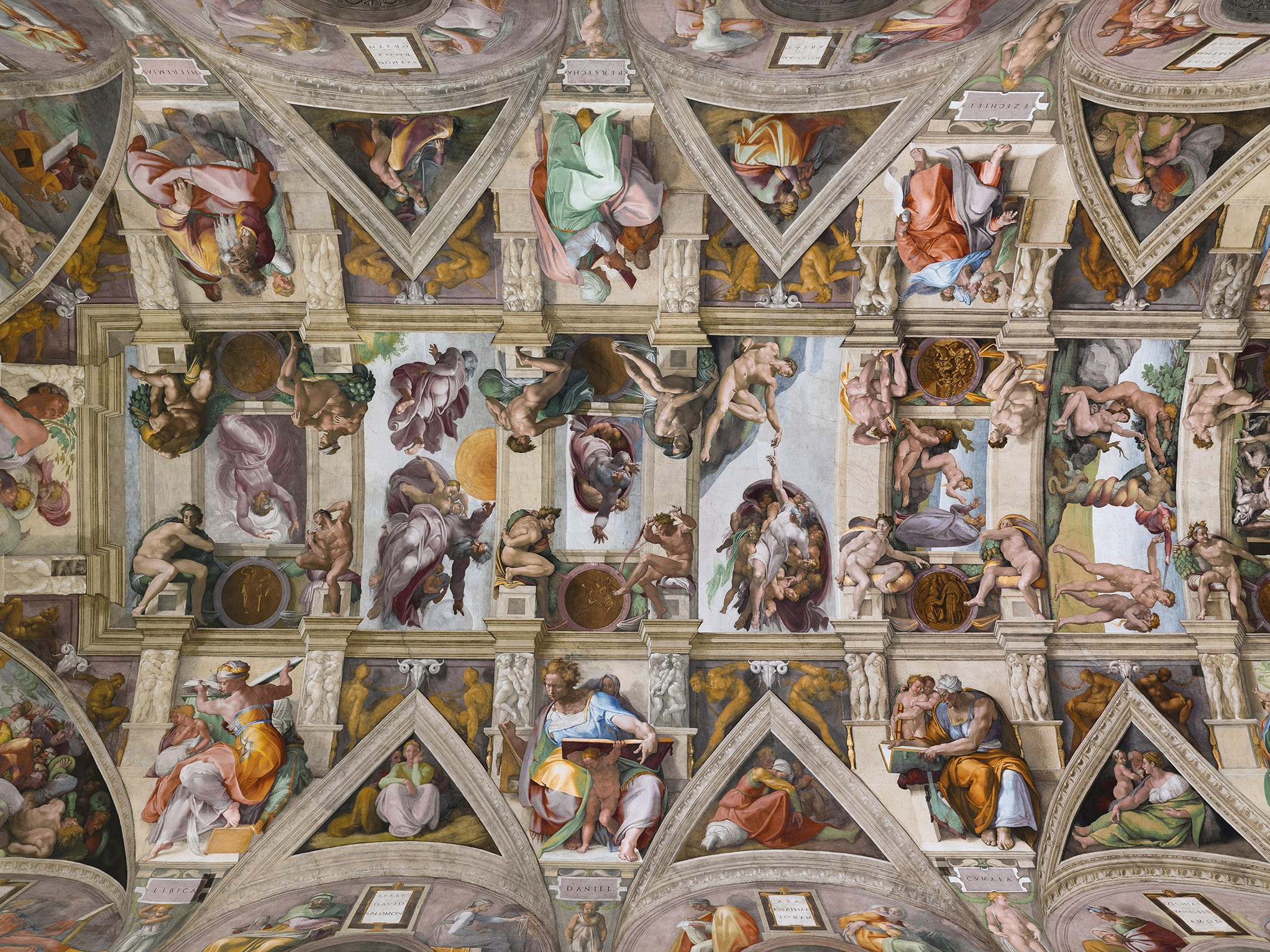
Období renesance bylo pro katolické umění zlatým věkem. Na obrázku: strop Sixtinské kaple namalovaný Michelangelem.

V roce 1438 byl svolán Florentský koncil, na němž se vedl intenzivní dialog zaměřený na pochopení teologických rozdílů mezi Východem a Západem s nadějí na sjednocení katolické a pravoslavné církve. Několik východních církví se sjednotilo a vytvořilo většinu východních katolických církví.

### Věk zámořských objevů
Hlavní článek: Katolická církev a věk objevů
Věk zámořských objevů, který začal v 15. století, znamenal rozšíření politického a kulturního vlivu západní Evropy do celého světa. Vzhledem k významné roli, kterou v západním kolonialismu hrály silně katolické národy Španělska a Portugalska, se katolicismus šířil do Ameriky, Asie a Oceánie prostřednictvím objevitelů, conquistadorů a misionářů a také transformací společností prostřednictvím sociálně-politických mechanismů koloniální nadvlády. Papež Alexandr VI. udělil Španělsku a Portugalsku koloniální práva na většinu nově objevených zemí a následný systém patronáta umožňoval státním orgánům, nikoliv Vatikánu, kontrolovat veškerá jmenování duchovních v nových koloniích. V roce 1521 portugalský objevitel Ferdinand Magellan uskutečnil první katolické konverze na Filipínách. Jinde portugalští misionáři pod vedením španělského jezuity Františka Xaverského evangelizovali v Indii, Číně a Japonsku. Francouzská kolonizace Ameriky počínaje 16. stoletím vytvořila katolické frankofonní obyvatelstvo a zakázala nekatolíkům usazovat se v Quebecu.

### Protestantská reformace a protireformace
Hlavní článek: Reformace a Protireformace
V roce 1415 byl Jan Hus upálen na hranici za kacířství, ale jeho reformní snahy povzbudily Martina Luthera, augustiniánského mnicha žijícího na území současného Německa, který v roce 1517 zaslal několika biskupům svých 95 tezí. Jeho teze protestovaly proti klíčovým bodům katolické nauky a také proti prodeji odpustků, což vedlo spolu s Lipskou disputací k jeho exkomunikaci v roce 1521. Ve Švýcarsku Ulrich Zwingli, Jan Kalvín a další protestantští reformátoři dále kritizovali katolické učení. Tyto výzvy přerostly v reformaci, která dala vzniknout velké většině protestantských denominací a také kryptoprotestantismu uvnitř katolické církve. Mezitím Jindřich VIII. požádal papeže Klementa VII. o prohlášení manželství s Kateřinou Aragonskou za neplatné. Když mu to bylo zamítnuto, nechal vydat zákony o svrchovanosti, aby se stal nejvyšší hlavou anglikánské církve, což podnítilo anglickou reformaci a posléze i rozvoj anglikánství.
Reformace přispěla ke střetům mezi protestantskou Šmalkaldskou ligou a katolickým císařem Karlem V. a jeho spojenci. První devítiletá válka skončila v roce 1555 augšpurským mírem, ale pokračující napětí vyústilo v mnohem závažnější konflikt – třicetiletou válku, která vypukla v roce 1618. Ve Francii probíhala v letech 1562 až 1598 série konfliktů označovaných jako francouzské náboženské války mezi hugenoty (francouzskými kalvinisty) a silami francouzské katolické ligy, které byly podporovány a financovány řadou papežů. Skončily za papeže Klementa VIII., který váhavě přijal nantský edikt krále Jindřicha IV. z roku 1598, jímž byla francouzským protestantům udělena občanská a náboženská tolerance.
Tridentský koncil (1545–1563) se stal hybnou silou protireformace v reakci na protestantské hnutí. Doktrinálně potvrdil ústřední katolické učení, jako je transsubstanciace a požadavek lásky a naděje i víry k dosažení spásy. V následujících staletích se katolicismus rozšířil po celém světě, částečně díky misionářům a imperialismu, ačkoli jeho vliv na evropské obyvatelstvo poklesl v důsledku nárůstu náboženského skepticismu během osvícenství a po něm.

### Osvícenství a novověk
Hlavní článek: Osvícenství

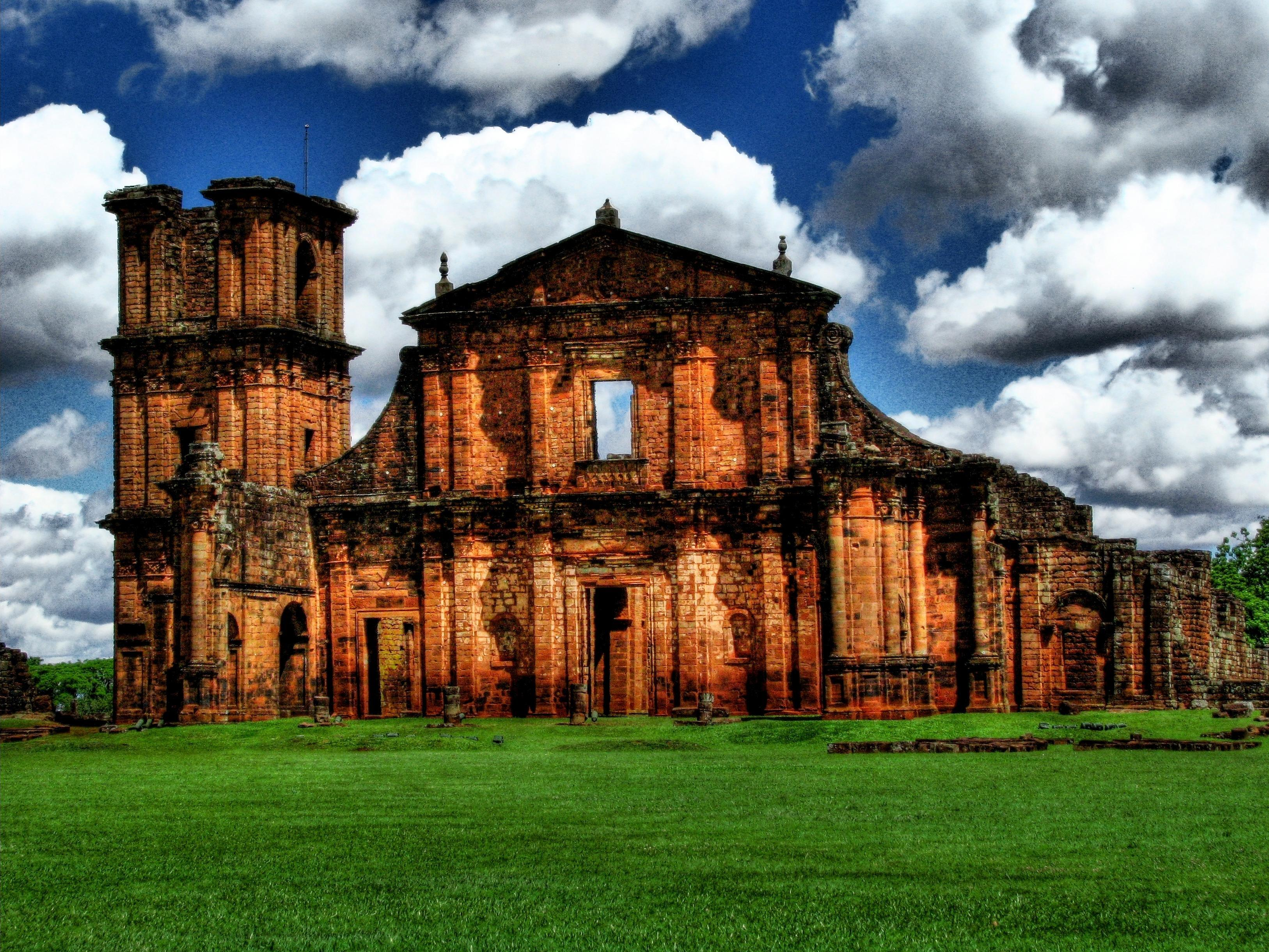
Ruiny jezuitské redukce v São Miguel das Missões v Brazílii

Od 17. století osvícenství zpochybňovalo moc a vliv katolické církve na západní společnost. V 18. století spisovatelé jako Voltaire a Encyklopedisté psali kousavé kritiky náboženství i katolické církve. Jedním z terčů jejich kritiky bylo zrušení Ediktu nantského francouzským králem Ludvíkem XIV. v roce 1685, které ukončilo staletou politiku náboženské tolerance vůči protestantským hugenotům. Protože papežství odolávalo tlakům na galikanismus, Francouzská revoluce v roce 1789 přesunula moc do rukou státu, způsobila ničení kostelů, nastolení kultu rozumu a mučednickou smrt řádových sester během vlády teroru. V roce 1798 vtrhl generál Napoleona Bonaparta Louis-Alexandre Berthier na Apeninský poloostrov a uvěznil papeže Pia VI., který v zajetí zemřel. Napoleon později obnovil katolickou církev ve Francii konkordátem z roku 1801. Konec napoleonských válek přinesl katolickou obrodu a návrat papežského státu.
V roce 1854 papež Pius IX. s podporou drtivé většiny katolických biskupů, s nimiž se radil v letech 1851–1853, vyhlásil Neposkvrněné početí za dogma katolické církve. První vatikánský koncil v roce 1870 potvrdil doktrínu papežské neomylnosti, pokud je vykonávána ve specificky vymezených vyhlášeních, čímž zasadil ránu konkurenčnímu postoji konciliarismu. Spory o tuto a další otázky vyústily v odštěpenecké hnutí nazvané Starokatolická církev, které se oddělilo od katolické církve.
Sjednocení Itálie v 60. letech 19. století začlenilo Papežský stát, včetně samotného Říma od roku 1870, do Italského království, čímž skončila světská moc papežství. V reakci na to papež Pius IX. exkomunikoval krále Viktora Emanuela II. a odmítl platbu za zemi a odmítl italský Zákon o zárukách, který mu přiznával zvláštní privilegia. Aby se nevystavil viditelné podřízenosti italským úřadům, zůstal „vězněm ve Vatikánu“. tento rozpor, o němž se hovořilo jako o římské otázce, byl vyřešen Lateránskými smlouvami z roku 1929, jimiž Svatý stolec uznal italskou svrchovanost nad bývalými papežskými državami výměnou za platbu a uznání papežské svrchovanosti nad Vatikánem ze strany Itálie jako nového suverénního a nezávislého státu.
Katoličtí misionáři obecně podporovali a snažili se usnadnit dobývání Afriky evropskými imperiálními mocnostmi na konci devatenáctého století. Podle historika náboženství Adriana Hastingse nebyli katoličtí misionáři obecně ochotni hájit práva Afričanů nebo je povzbuzovat k tomu, aby se považovali za rovnocenné Evropanům, na rozdíl od protestantských misionářů, kteří byli ochotnější vystupovat proti koloniálnímu bezpráví.

### 20. století
Hlavní článek: Katolická církev ve 20. století
Během 20. století se celosvětový dosah církve stále rozšiřoval, a to navzdory vzestupu protikatolických autoritářských režimů a rozpadu evropských impérií, který byl doprovázen všeobecným poklesem náboženské úcty na Západě. Za papežů Benedikta XV. a Pia XII. se Svatý stolec snažil zachovat veřejnou neutralitu během světových válek, působil jako zprostředkovatel míru a poskytoval pomoc obětem konfliktů. V 60. letech 20. století svolal papež Jan XXIII. druhý vatikánský koncil, který přinesl radikální změny v církevním rituálu a praxi, a v pozdějším 20. století přispělo dlouhé působení papeže Jana Pavla II. k pádu komunismu v Evropě a k nové veřejné a mezinárodní roli papežství.

#### První světová válka
Papež Pius X. (1903–1914) obnovil nezávislost papežského úřadu tím, že zrušil právo veta katolických mocností při papežských volbách, a jeho nástupci Benedikt XV. (1914–1922) a Pius XI. (1922–1939) uzavřeli novodobou nezávislost vatikánského státu v rámci Itálie. Benedikt XV. byl zvolen na začátku první světové války. Pokusil se o zprostředkování mezi mocnostmi a zřídil vatikánský úřad pro pomoc obětem války a sjednocení rodin a přednesl četné výzvy k míru. Jeho iniciativa „Dès le début“ z 1. srpna 1917 byla válčícími stranami odmítnuta.

#### Meziválečné období
Ve 20. století vznikla řada antiklerikálních vlád. Callesův zákon z roku 1926 o odluce církve od státu vedl v Mexiku ke kristerské válce, během níž bylo vyhnáno nebo zavražděno více než 3 000 kněží, kostely byly znesvěcovány, bohoslužby zesměšňovány, řeholnice znásilňovány a zajatí kněží zastřeleni. Po Říjnové revoluci v roce 1917 pokračovalo pronásledování církve a katolíků v Sovětském svazu až do 30. let 20. století, kdy byli popravováni a vyháněni klerici, řeholníci i laici, zabavovány náboženské pomůcky a zavírány kostely. Ve španělské občanské válce v letech 1936–1939 se katolická hierarchie spojila s Frankovými nacionalisty proti vládě Lidové fronty a jako ospravedlnění uváděla republikánské násilí proti církvi. Papež Pius XI. označil tyto tři země za „strašný trojúhelník“.

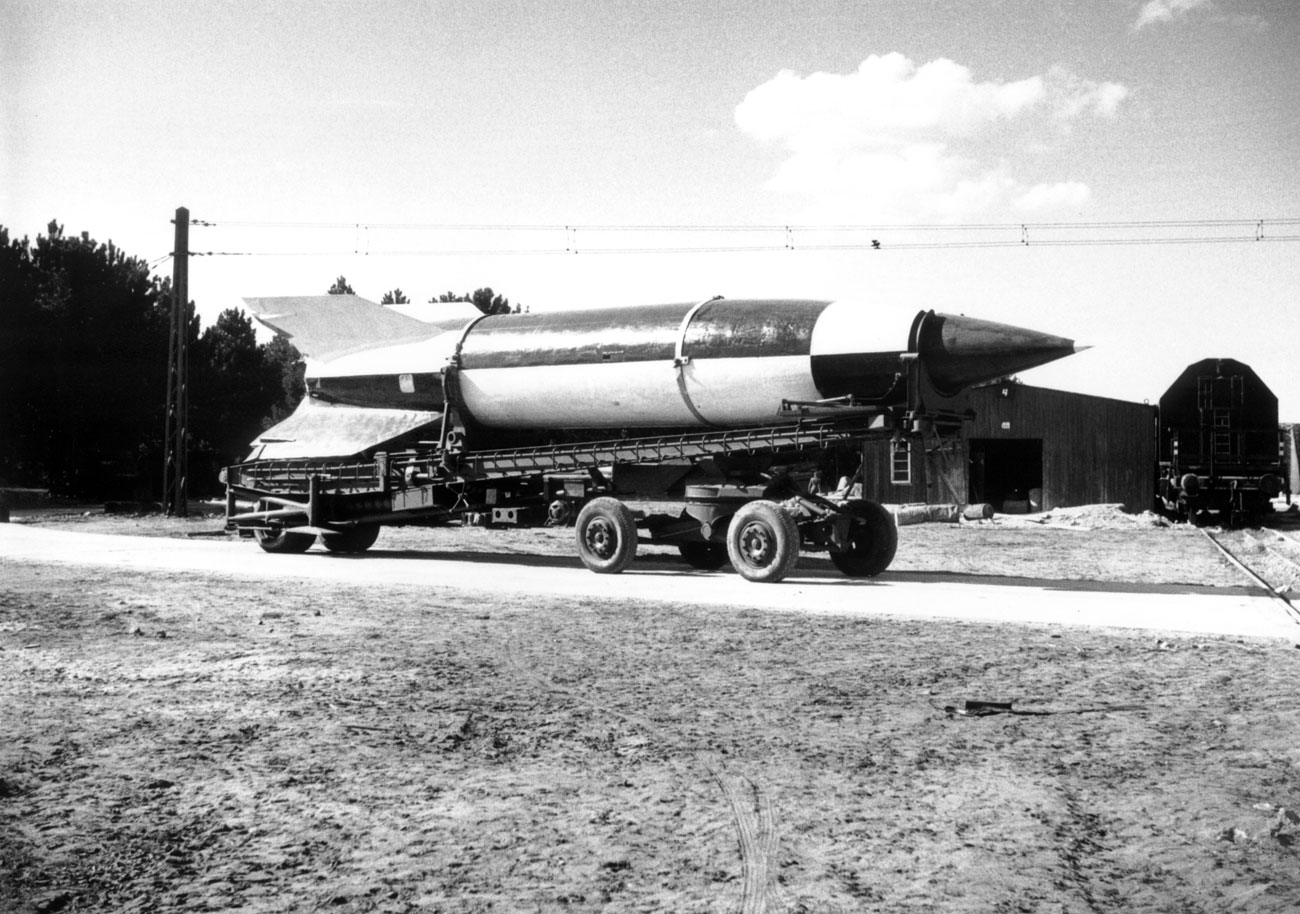
Zatímco od 60. let 20. století je papež Pius XII. obviňován z toho, že neudělal dost pro ochranu Židů před holocaustem, jeho obhájci tvrdí, že tajně podporoval jednotlivé katolické odbojové skupiny, jako například skupinu vedenou knězem Heinrichem Maierem. Maier pomáhal spojencům v boji proti raketě V-2, kterou vyráběli vězni koncentračních táborů.

Meziválečný papež Pius XI. zmodernizoval papežství tím, že vystoupil na Svatopetrském náměstí, založil Vatikánský rozhlas a Papežskou akademii věd, jmenoval 40 místních biskupů a uzavřel patnáct konkordátů, včetně Lateránské smlouvy s Itálií, která založila městský stát Vatikán. Po porušení říšského konkordátu mezi církví a nacistickým Německem z roku 1933 vydal Pius XI. v roce 1937 encykliku Mit brennender Sorge, která veřejně odsoudila pronásledování církve nacisty a jejich ideologii novopohanství a rasové nadřazenosti.

#### Druhá světová válka
Jeho nástupce papež Pius XII. vedl církev během druhé světové války a počátku studené války. Stejně jako jeho předchůdci se Pius XII. snažil veřejně zachovat neutralitu Vatikánu ve válce a zřídil sítě pomoci obětem, ale tajně pomáhal protihitlerovskému odboji a sdílel zpravodajské informace se Spojenci. Ve své první encyklice Summi Pontificatus (1939) vyjádřil zděšení nad invazí do Polska v roce 1939 a zopakoval katolické učení proti rasismu. Ve vatikánském rozhlase vyjádřil znepokojení nad rasovým vyvražďováním a v letech 1942–1944 diplomaticky intervenoval ve snaze zablokovat nacistické deportace Židů v různých zemích. Papežův důraz na veřejnou neutralitu a diplomatický jazyk se však stal zdrojem velké kritiky a diskusí. Nicméně v každé zemi pod německou okupací sehráli kněží významnou roli při záchraně Židů. Izraelský historik Pinchas Lapide odhadl, že katolická záchrana Židů činila něco mezi 700 000 a 860 000 osob.
Nacistické pronásledování katolické církve bylo nejintenzivnější v Polsku a katolický odpor proti nacismu měl různé formy. Do kněžských baráků koncentračního tábora Dachau bylo posláno asi 2 579 katolických duchovních, z toho 400 Němců. Tisíce kněží, řeholních sester a bratří bylo uvězněno, odvezeno do koncentračního tábora, mučeno a zavražděno, včetně svatých Maxmiliána Kolbeho a Edity Steinové. Katolíci bojovali na obou stranách konfliktu. Katoličtí duchovní hráli vedoucí úlohu ve vládě fašistického Slovenského státu, která spolupracovala s nacisty, kopírovala jejich antisemitskou politiku a pomáhala jim provádět holocaust na Slovensku. Jozef Tiso, prezident Slovenského státu a katolický kněz, podporoval deportace slovenských Židů do vyhlazovacích táborů, které prováděla jeho vláda. Vatikán proti těmto deportacím Židů na Slovensku a v dalších nacistických loutkových režimech včetně vichistické Francie, Chorvatska, Bulharska, Itálie a Maďarska protestoval.
Katolická odbojová skupina kolem kněze Heinricha Maiera předala Spojencům plány a výrobní zařízení pro létající bomby V-1, rakety V-2, tanky Tiger, Messerschmitt Me 163 Komet a další letadla, s nimiž mohli cílit na německé výrobní závody. Mnohé z těchto informací byly důležité pro operaci Hydra a operaci Crossbow, které byly pro operaci Overlord rozhodující. On a jeho skupina informovali americký Úřad strategických služeb již na počátku o masovém vyvražďování Židů v Osvětimi. Maier podporoval válku proti nacistům na základě zásady „každá bomba, která dopadne na zbrojní továrny, zkrátí válku a ušetří civilní obyvatelstvo“.

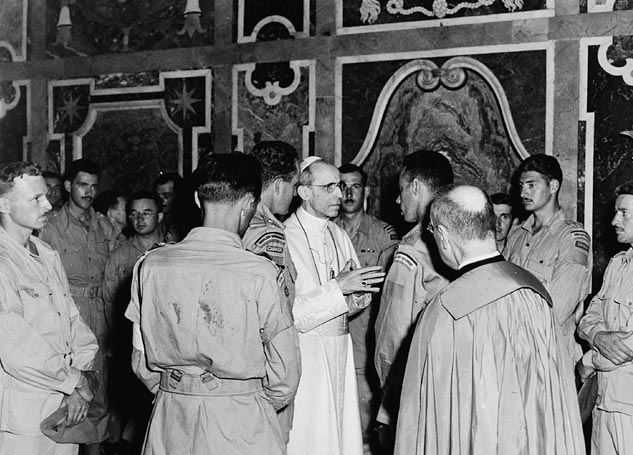
Příslušníci 22. kanadského královského pluku na audienci u papeže Pia XII. po osvobození Říma v roce 1944 během druhé světové války.

Kolem roku 1943 plánoval Adolf Hitler únos papeže a jeho internaci v Německu. Generálovi SS Wolffovi dal příslušný rozkaz, aby akci připravil. Papeži Piovi XII. se sice připisuje zásluha za pomoc při záchraně statisíců Židů během holocaustu, církev je však také obviňována, že svým učením podporovala staletí trvající antisemitismus a neudělala dost pro zastavení nacistických zvěrstev. Mnozí nacističtí zločinci po druhé světové válce unikli do zámoří také proto, že měli mocné podporovatele z Vatikánu. Hodnocení Pia XII. je ztíženo prameny, protože církevní archivy za jeho působení ve funkci nuncia, kardinála státního sekretáře a papeže jsou zčásti uzavřeny nebo dosud nezpracovány.
V rozvrácené Jugoslávii církev podporovala nacisty nastolený chorvatský katolický fašistický režim ustašovců kvůli jeho antikomunistické ideologii a kvůli možnosti obnovit katolický vliv v regionu po rozpadu Rakouska-Uherska. Formálně však neuznala Nezávislý stát Chorvatsko (NDH). Přestože byla informována o genocidě, kterou režim páchal na pravoslavných Srbech, Židech a dalších nechorvatských obyvatelích, církev proti ní veřejně nevystupovala a raději vyvíjela nátlak prostřednictvím diplomacie. Historik Jozo Tomašević při hodnocení postoje Vatikánu píše, že „se zdá, že katolická církev plně podporovala režim [Ustaše] a jeho politiku“.

#### Počátek studené války
V poválečném období komunistické vlády ve střední a východní Evropě přísně omezovaly náboženské svobody. Přestože někteří kněží a věřící spolupracovali s komunistickým režimem, mnoho dalších bylo uvězněno, deportováno nebo popraveno. Církev byla důležitým aktérem pádu komunismu v Evropě, zejména v Polské lidové republice.
Vítězství komunistů v čínské občanské válce v roce 1949 vedlo k vypovězení všech zahraničních misionářů. Nová vláda také vytvořila Vlasteneckou církev a jmenovala její biskupy. Tato jmenování byla zpočátku Římem odmítána, než byla mnohá z nich přijata. V 60. letech během kulturní revoluce čínští komunisté uzavřeli všechna náboženská zařízení. Když byly čínské kostely nakonec znovu otevřeny, zůstaly pod kontrolou Vlastenecké církve. Mnoho katolických kněží bylo nadále posíláno do vězení za to, že se odmítli zříci věrnosti Římu.

#### Druhý vatikánský koncil

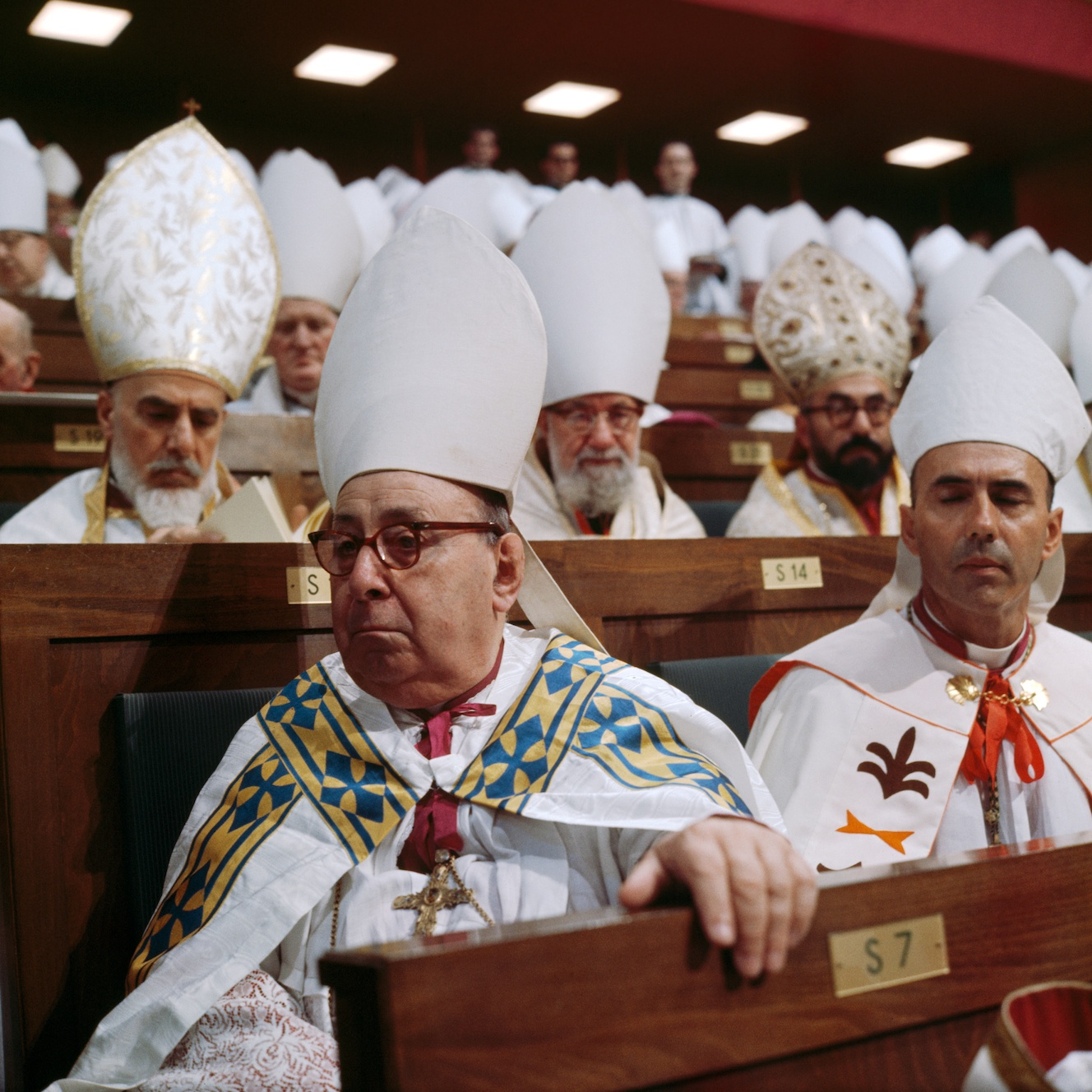
Biskupové naslouchající během Druhého vatikánského koncilu

Hlavní článek: Druhý vatikánský koncil a Pokoncilní dějiny katolické církve
Druhý vatikánský koncil (1962–1965) zavedl nejvýznamnější změny v katolické praxi od Tridentského koncilu, který se konal o čtyři století dříve. Tento ekumenický koncil, iniciovaný papežem Janem XXIII., zmodernizoval praxi katolické církve, umožnil sloužit mši v místním jazyce a podpořil „plně vědomou a aktivní účast na liturgickém slavení“. Jeho záměrem bylo užší zapojení církve do současného světa (aggiornamento), což jeho zastánci označovali jako „otevření oken“. Kromě změn v liturgii vedl ke změnám v přístupu církve k ekumenismu a k výzvě ke zlepšení vztahů s nekřesťanskými náboženstvími, zejména s judaismem, v dokumentu Nostra aetate.
Koncil však při provádění svých reforem vyvolal značné kontroverze: zastánci „Ducha II. vatikánského koncilu“, jako například švýcarský teolog Hans Küng, tvrdili, že II. vatikánský koncil „nezašel dostatečně daleko“, aby změnil církevní politiku. Tradicionalističtí katolíci, jako například arcibiskup Marcel Lefebvre, však koncil ostře kritizovali a tvrdili, že jeho liturgické reformy vedly mimo jiné „ke zničení svaté mešní oběti a svátostí“.
Současně s koncilem i po něm se zvýšila pozornost věnovaná některým naukám katolické církve; mezi ně patřilo i učení církve o nemorálnosti antikoncepce. Nedávné zavedení hormonální antikoncepce (včetně „pilulky“), o níž se někteří domnívali, že se morálně liší od předchozích metod, přimělo Jana XXIII. k vytvoření výboru, který mu měl poradit ohledně morálních a teologických problémů s novou metodou. Papež Pavel VI. později rozšířil působnost výboru tak, aby volně zkoumal všechny metody, a nezveřejněná závěrečná zpráva výboru prý navrhovala povolit alespoň některé metody antikoncepce. Pavel VI. s předloženými argumenty nesouhlasil a nakonec vydal Humanae vitae s tím, že potvrzuje stálé učení církve proti antikoncepci. Výslovně zahrnoval hormonální metody mezi zakázané. Tento dokument vyvolal u řady katolíků převážně negativní odezvu.

#### Jan Pavel II.
Hlavní článek: Jan Pavel II.
V roce 1978 se Jan Pavel II., bývalý krakovský arcibiskup v Polské lidové republice, stal prvním neitalským papežem po 455 letech. Jeho 26,5letý pontifikát byl jedním z nejdelších v dějinách. Michail Gorbačov, prezident Sovětského svazu, připsal polskému papeži zásluhu na urychlení pádu komunismu v Evropě.

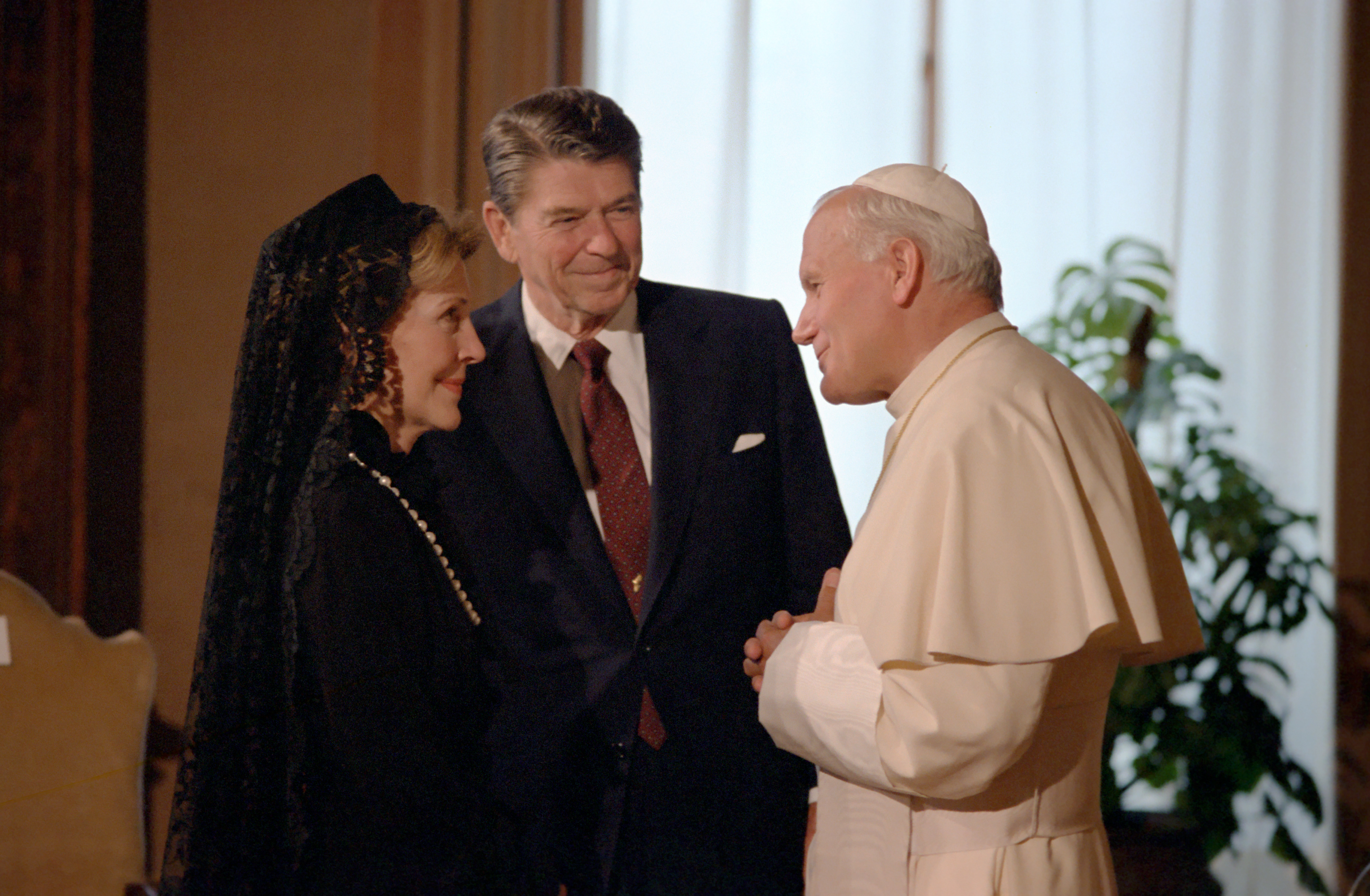
Papež Jan Pavel II. měl velký vliv na konec studené války a pád komunismu. Na snímku s americkým prezidentem Ronaldem Reaganem a jeho ženou Nancy v roce 1982.

Jan Pavel II. se snažil evangelizovat stále sekulárnější svět. Zavedl Světový den mládeže jako „celosvětové setkání s papežem“ pro mladé lidi; nyní se koná každé dva až tři roky. Cestoval více než kterýkoli jiný papež, navštívil 129 zemí a jako prostředek šíření církevního učení používal televizi a rozhlas. Zdůraznil také důstojnost práce a přirozená práva dělníků na spravedlivou mzdu a bezpečné podmínky v Laborem exercens. V Evangelium vitae zdůraznil několik církevních učení, včetně morálního napomenutí proti potratům, eutanazii a proti rozšířenému používání trestu smrti.
Od konce 20. století je katolická církev kritizována za své učení o sexualitě, nemožnost svěcení žen a řešení případů sexuálního zneužívání. 
V roce 1992 Vatikán uznal svou chybu, když před 359 lety pronásledoval Galilea za to, že dokázal, že Země obíhá kolem Slunce.

#### 21. století
V roce 2005 byl po smrti Jana Pavla II. zvolen papežem Benedikt XVI., který za Jana Pavla II. vedl Kongregaci pro nauku víry. Byl známý tím, že prosazoval tradiční křesťanské hodnoty proti sekularizaci a že rozšířil používání tridentské mše, jak ji obsahuje Římský misál z roku 1962, kterou nazval „mimořádná forma“. V roce 2012, v roce 50. výročí II. vatikánského koncilu, se na shromáždění biskupské synody diskutovalo o reevangelizaci matrikových katolíků ve vyspělých zemích. S odvoláním na slabosti pokročilého věku Benedikt v roce 2013 rezignoval a stal se prvním papežem, který tak učinil po téměř 600 letech. Jeho rezignace vyvolala polemiku mezi nevelkou částí katolíků, kteří tvrdí, že Benedikt nerezignoval na papežský úřad v plném rozsahu.

#### Papež František
Hlavní článek: Papež František
Papež František, 266. papež katolické církve, vystřídal v roce 2013 Benedikta XVI. jako první papež z Ameriky, první z jižní polokoule a první mimoevropský papež od dob syrského Řehoře III., který úřadoval v 8. století. Papež František byl známý svou pokorou, důrazem na Boží milosrdenství, péčí o chudé a životní prostředí, jakož i angažovaností v mezináboženském dialogu. Mediální komentátoři Rachel Donadio z The Atlantic a Brandon Ambrosino z Voxu připisovali papeži Františkovi méně formální přístup k papežství než jeho předchůdci.
Papež František byl vysoce hodnocen za své úsilí „dále uzavřít téměř tisícileté odcizení s pravoslavnými církvemi“. Jeho instalace se zúčastnil konstantinopolský patriarcha Bartoloměj I. z východní pravoslavné církve, což je poprvé od velkého schizmatu v roce 1054, kdy se konstantinopolský ekumenický patriarcha zúčastnil papežské inaugurace. 12. února 2016 se papež František a moskevský patriarcha Kirill, hlava největší východní pravoslavné církve, setkali v Havaně na Kubě a vydali společné prohlášení, v němž vyzvali k obnovení jednoty křesťanů mezi oběma církvemi. Bylo to údajně první setkání na takto vysoké úrovni mezi oběma církvemi od velkého schizmatu v roce 1054.
Třetí mimořádné generální shromáždění biskupské synody se v roce 2014 zabývalo službou církve rodinám a manželstvím a katolíkům v „neregulérních“ vztazích, jako jsou ti, kteří se rozvedli a znovu uzavřeli sňatek mimo církev, aniž by byl prohlášen za neplatný. Zatímco někteří jej přivítali, jiní jej kritizovali pro údajnou nejednoznačnost a vyvolali polemiky mezi jednotlivými představiteli odlišných názorů.
V roce 2017 během návštěvy Egypta papež František obnovil vzájemné uznávání křtu s koptskou pravoslavnou církví.
V roce 2021 vydal papež František apoštolský list Traditionis Custodes, v němž zrušil některá povolení, která jeho předchůdce udělil slavení mimořádné formy římského ritu, a zdůraznil, že papež František dává přednost řádné formě.
1. dubna 2022 se papež během setkání delegace zástupců kanadských indiánských kmenů s papežem Františkem ve Vatikánu omluvil za chování některých členů římskokatolické církve v kanadském systému indiánských rezidenčních škol.

#### Papež Lev XIV.
Hlavní článek: Lev XIV.
Papež Lev XIV. byl zvolen po Františkovi v roce 2025. Stal se prvním papežem ze Spojených států amerických a z Peru.

## Organizace
Hlavní článek: Hierarchie katolické církve a Katolická církev podle jednotlivých zemí

„Dám ti klíče království nebeského, a co odmítneš na zemi, bude odmítnuto v nebi, a co přijmeš na zemi, bude přijato v nebi.“, řekl Ježíš Petrovi v Matoušově evangeliu –. Zkřížené zlaté a stříbrné klíče od Svatého stolce symbolizují klíče Šimona Petra a představují moc papežského úřadu rozvazovat a svazovat. Papežská tiára s trojitou korunou symbolizuje trojí moc papeže jako „otce králů“, „vládce světa“ a „náměstka Kristova“. Zlatý kříž na mondeu (zeměkouli) převyšující tiáru symbolizuje Ježíšovu svrchovanost.

Katolická církev má biskupské uspořádání, v jehož čele stojí biskupové, kteří přijali svátost svěcení a kteří mají formální pravomoc spravovat církev. Existují tři úrovně duchovenstva: episkopát, tvořený biskupy, kteří mají jurisdikci nad geografickou oblastí zvanou diecéze nebo eparchie; presbyterát, tvořený kněžími vysvěcenými biskupy, kteří působí v místních diecézích nebo řeholních řádech; a diakonát, tvořený jáhny, kteří pomáhají biskupům a kněžím v různých služebných rolích. V konečném důsledku stojí v čele celé katolické církve římský biskup, známý jako papež (latinsky papa, dosl. „otec“), jehož jurisdikce se nazývá Svatý stolec (latinsky Sancta Sedes). Souběžně s diecézní strukturou působí řada řeholních institutů, které fungují autonomně, přičemž často podléhají pouze autoritě papeže, i když někdy podléhají místnímu biskupovi. Většina řeholních institutů má pouze mužské nebo ženské členy, ale některé mají obojí. Laičtí členové navíc pomáhají při mnoha liturgických úkonech během bohoslužeb.

### Svatý stolec, papežství, římská kurie a kardinálské kolegium
Hlavní článek: Svatý stolec, Papež, Papežská kurie a Kolegium kardinálů
Další informace: Seznam papežů

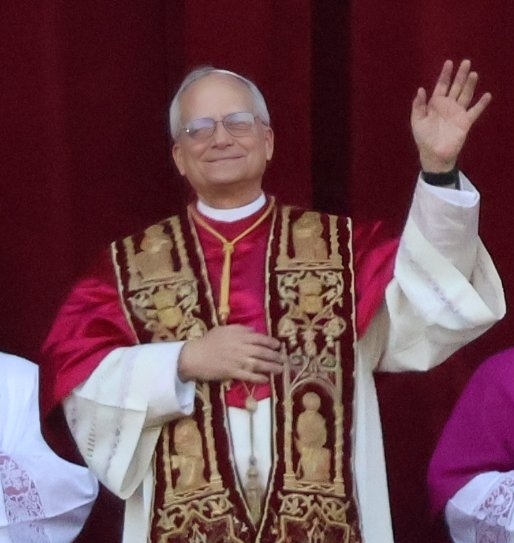
Lev XIV. je 267. papežem katolické církve, který je z titulu své funkce (ex officio) římským biskupem a nejvyšším představitelem Vatikánu. Byl zvolen na papežském konkláve v roce 2025.

V čele hierarchie katolické církve stojí papež – aktuálně papež Lev XIV., který byl zvolen 8. května 2025 na papežském konkláve. Úřad papeže se nazývá papežství. Katolická církev zastává názor, že Kristus ustanovil papežství poté, co předal klíče od nebes svatému Petrovi. Jeho církevní jurisdikce se nazývá Svatý stolec nebo Apoštolský stolec (což znamená stolec apoštola Petra). Papeži přímo slouží Římská kurie, ústřední řídící orgán, který spravuje každodenní záležitosti katolické církve.
Papež je také suverénem Vatikánu, malého městského státu, který je zcela uzavřen v rámci města Říma a který je od Svatého stolce samostatnou entitou. Právě jako hlava Svatého stolce, nikoliv jako hlava městského státu Vatikán, přijímá papež velvyslance států a vysílá k nim své diplomatické zástupce. Svatý stolec také uděluje řády, vyznamenání a medaile, například rytířské řády mající svůj původ ze středověku.
Zatímco slavná bazilika svatého Petra se nachází ve Vatikánu, nad tradičním místem hrobu svatého Petra, papežskou katedrálou pro římskou diecézi je arcibiskupská bazilika svatého Jana v Lateráně, která se nachází na území města Říma, ačkoli požívá exteritoriálních výsad akreditovaných pro Svatý stolec.
Kardinálská hodnost je čestná hodnost, kterou papež uděluje některým duchovním, například vedoucím představitelům římské kurie, biskupům působícím ve velkých městech a významným teologům. Pro radu a pomoc při řízení se papež může obrátit na kardinálské kolegium.
Po smrti nebo odstoupení papeže působí členové kardinálského kolegia, kteří jsou mladší 80 let, jako volební kolegium, které se schází na papežském konkláve, aby zvolilo nástupce. Ačkoli konkláve může zvolit za papeže kteréhokoli katolíka mužského pohlaví, od roku 1389 jsou voleni pouze kardinálové.

### Kanonické právo
Hlavní článek: Kanonické právo katolické církve
Viz též: Katolická liturgie
Katolické kanonické právo (latinsky jus canonicum) je systém zákonů a právních principů vytvořených a uplatňovaných hierarchickými orgány katolické církve k řízení její vnější organizace a správy a k uspořádání a vedení činnosti katolíků za účelem plnění poslání církve. Kanonické právo latinské církve bylo prvním moderním právním systémem Západu a je nejstarším kontinuálně fungujícím právním systémem na Západě, zatímco svébytné tradice východního katolického kanonického práva upravují 23 východních katolických partikulárních církví sui iuris.
Pozitivní církevní zákony, založené přímo či nepřímo na neměnném božském nebo přirozeném právu, odvozují formální autoritu v případě univerzálních zákonů z promulgace nejvyšším zákonodárcem – nejvyšším pontifikem –, který má ve své osobě veškerou zákonodárnou, výkonnou a soudní moc, zatímco partikulární zákony odvozují formální autoritu z promulgace zákonodárcem nižším než nejvyšší zákonodárce, ať už řádným nebo delegovaným zákonodárcem. Vlastní předmět kánonů není jen doktrinální nebo morální povahy, ale zahrnuje vše, co se týká lidského života. Obsahuje všechny běžné prvky vyspělého právního systému: zákony, soudy, právníky, soudce, plně formulovaný právní kodex pro latinskou církev i kodex pro východní katolické církve, zásady právního výkladu a donucovací tresty.
Kanonické právo se týká života a organizace katolické církve a je odlišné od práva občanského. Ve své vlastní oblasti dává sílu občanskému právu pouze na základě zvláštního předpisu ve věcech, jako je opatrovnictví nezletilých. Podobně může občanské právo dávat sílu ve své oblasti kanonickému právu, ale pouze na základě zvláštního předpisu, jako je tomu v případě kanonických sňatků. V současné době platí pro latinskou církev Kodex kanonického práva z roku 1983 (CIC, podle latinských iniciál). Pro autonomní východní katolické církve platí samostatný Kodex kánonů východních církví (CCEO, podle latinských iniciál) z roku 1990.

### Latinská a východní církve
Hlavní článek: Partikulární katolické církve a liturgické obřady, Římskokatolická církev (Latinská církev) a Východní katolické církve
V prvních tisíci letech katolické historie se v západních a východních křesťanských oblastech Evropy, Asie a Afriky vyvinuly různé odrůdy křesťanství. Ačkoli většina církví východní tradice již není ve společenství s katolickou církví po velkém schizmatu v roce 1054 (stejně jako po dřívějším nestoriánském a chalcedonském schizmatu), 23 autonomních partikulárních církví východních tradic se účastní katolického společenství, známých také jako „církve sui iuris“ (latinsky „vlastního práva“). Největší a nejznámější je latinská církev, jediná církev západní tradice, s více než miliardou členů po celém světě. Relativně malé co do počtu stoupenců ve srovnání s latinskou církví je 23 samosprávných východních katolických církví, které měly v roce 2010 dohromady 17,3 milionu členů.
Latinskou církev řídí papež a jím přímo jmenovaní diecézní biskupové. Papež vykonává přímou patriarchální pravomoc nad latinskou církví, která je považována za původní a stále hlavní část západního křesťanství, za dědictví jisté víry a zvyklostí, které mají původ v Evropě a severozápadní Africe a z nichž část zdědily mnohé křesťanské denominace, které odvozují svůj původ od protestantské reformace.
Východní katolické církve navazují na tradice a spiritualitu východního křesťanství a jsou to církve, které vždy zůstávaly v plném společenství s katolickou církví nebo které se rozhodly znovu vstoupit do plného společenství ve staletích následujících po schizmatu mezi Východem a Západem nebo dřívějších rozděleních. Tyto církve jsou společenstvími katolických křesťanů, jejichž formy bohoslužby odrážejí spíše odlišné historické a kulturní vlivy než rozdíly v učení. Papežovo uznání východních katolických církví však vyvolalo kontroverze v ekumenických vztazích s pravoslavnými a dalšími východními církvemi. Historicky vedl tlak na přizpůsobení se normám západního křesťanství praktikovaného většinovou latinskou církví k určitému zásahu (latinizaci) do některých východních katolických tradic. Dokument II. vatikánského koncilu Orientalium Ecclesiarum navázal na předchozí reformy a potvrdil právo východních katolíků zachovat si své odlišné liturgické zvyklosti.
Církev sui iuris je v Kodexu kánonů východních církví definována jako „skupina křesťanských věřících sjednocených hierarchií“, kterou papež uznává jako nejvyšší autoritu v otázkách nauky uvnitř církve. Tento termín je novinkou CCEO, která má označovat relativní autonomii východních katolických církví, které zůstávají v plném společenství s papežem, ale mají řídící struktury a liturgické tradice oddělené od latinské církve. Ačkoli kánony latinské církve tento termín výslovně nepoužívají, je mlčky uznáván jako rovnocenný.
Některé východní katolické církve jsou řízeny patriarchou, který je volen synodou biskupů dané církve, jiné jsou vedeny hlavním arcibiskupem, další jsou podřízeny metropolitovi a další jsou organizovány jako jednotlivé eparchie. Každá církev má pravomoc nad jednotlivými aspekty své vnitřní organizace, liturgickými obřady, liturgickým kalendářem a dalšími aspekty své spirituality, přičemž podléhá pouze autoritě papeže. Římská kurie má pro udržování vztahů s nimi zvláštní oddělení, Dikasterium pro východní církve. Papež ve východních katolických církvích zpravidla nejmenuje biskupy ani duchovní a odkazuje se na jejich vnitřní řídící struktury, ale může zasáhnout, pokud to považuje za nutné.

### Církve tvořící katolickou církev a jejich rity

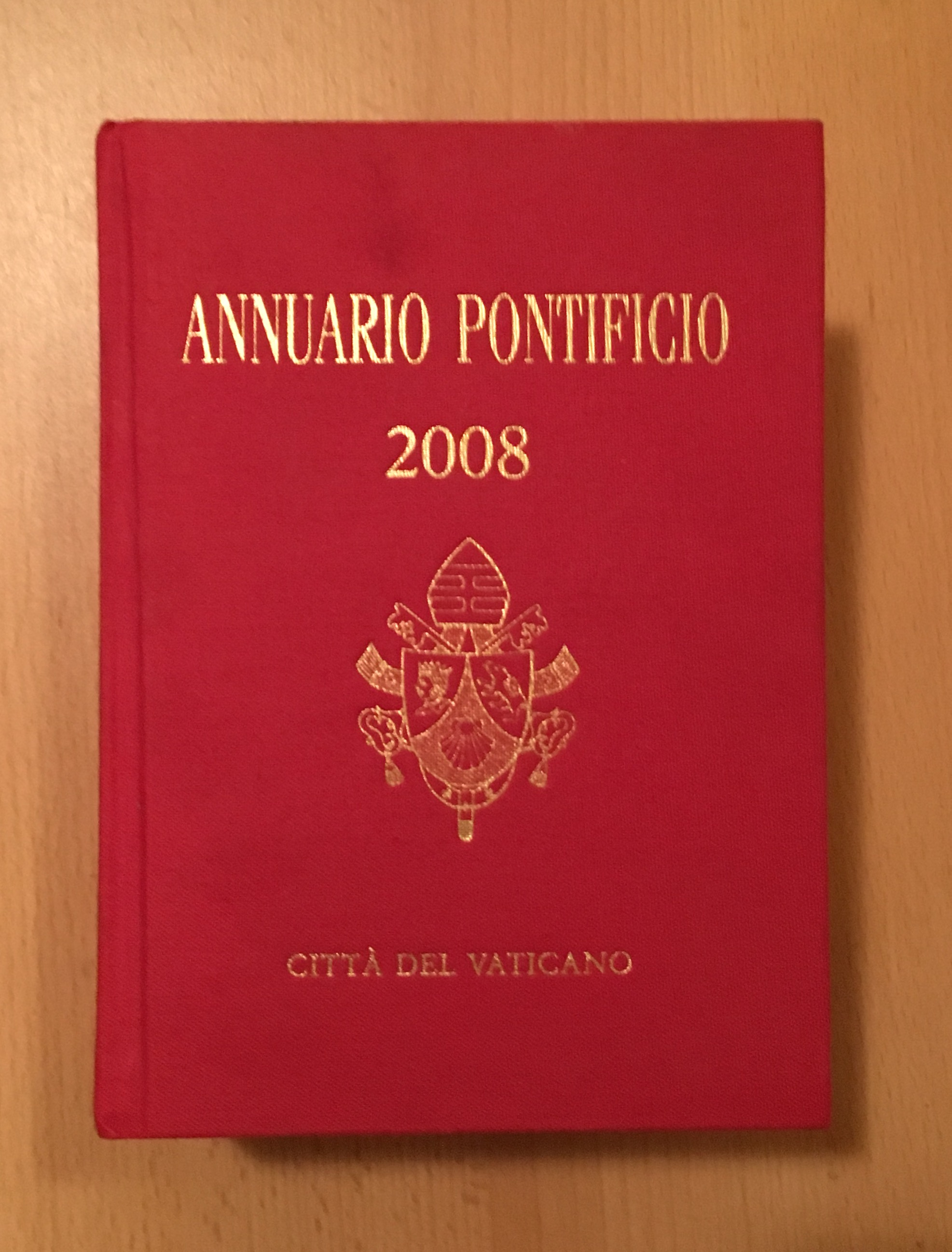
Annuario Pontificio

Papežská ročenka Annuario Pontificio uvádí, že katolickou církev podle jednotlivých ritů tvoří následující místní církve:
1. Západní církev mající latinský ritus neboli římský ritus (lat. Ritus Latinus sive Ritus Romanus):
- Latinská církev (Ecclesia Latina). V latinské církvi převažuje římský ritus, nicméně v některých státech se vyskytují i další rity, např. ve Španělsku mozarabský ritus (Ritus Hispanicus sive Mozarabicus), v milánské arcidiecézi na severu Itálie ambrosiánský ritus (Ritus Ambrosianus) a jiné – např. v několika chorvatských diecézích, např. v diecézi Krk na stejnojmenném ostrově v chorvatské Dalmácii se vedle římského (latinského) ritu celebruje = slouží též ritus ve staroslověnštině podle liturgických knih psaných glagolicí – proto „glagolský ritus“ (toto písmo sestavil asi v l. 862/863 Konstantin, zvaný Filosof, tj. svatý Cyril. Glagolský ritus do českých zemí (do Prahy) přinesli ve 14. století slovanští benediktini na pozvání císaře a krále Karla IV. Lucemburského. Tito benediktini působili pak v klášteře Na Slovanech.

2. Východní katolické církve
- Byzantský ritus neboli konstantinopolský (lat. Ritus Byzantinus sive Constantinopolitanus): 14 (včetně řeckokatolické církve v Srbsku a Černé Hoře):
  - Italsko-albánská církev (Apostolica Administratio Albaniae Meridionalis)
  - Bulharská řeckokatolická církev (Ecclesia Catholica Bulgariae)
  - Řecká katolická církev (Exarchatus Apostolicus Graeciae)
  - Albánská řeckokatolická církev (Ecclesia Italo-Albanica)
  - lat. Dioecesis Crisiensis
  - Makedonská řeckokatolická církev (Exarchatus Apostolicus Macedoniae)
  - Melchitská řeckokatolická církev (Patriarchatus Antiochenus Graeco-Melchitarum)
  - Chorvatská řeckokatolická církev (Ecclesia Graeco-Catholica Croatiae) – jurisdikce: Chorvatsko + Slovinsko + Bosna a Hercegovina
  - Rumunská řeckokatolická církev (Ecclesia Graeco-Catholica Romaniae)
  - Ruská řeckokatolická církev (Ecclesia Graeco-Catholica Russiae)
  - Rusínská řeckokatolická církev (Ecclesia Graeco-Catholica Ruthenica)
  - Slovenská řeckokatolická církev (Ecclesia Graeco-Catholica Slovaciae)
  - Ukrajinská řeckokatolická církev (Ecclesia Graeco-Catholica Ucrainae)
  - Maďarská řeckokatolická církev (Ecclesia Graeco-Catholica Hungariae)

- Alexandrijský ritus (Ritus Alexandrinus):
  - Koptská katolická církev (Ecclesia Catholica Coptorum)
  - Etiopská katolická církev (Ecclesia Catholica Aetiopica)
  - Eritrejská katolická církev

- Západosyrský ritus neboli antiochijský ritus (Ritus Antiochenus sive Syro-Occidentalis):
  - Maronitská katolická církev (Ecclesia Maronitarum)
  - Syrská katolická církev (Ecclesia Syro-Catholica)
  - Syrsko-malankarská katolická církev (Ecclesia Syro-Malankara Catholica)

- Arménský ritus (Ritus Armenus):
  - Arménská katolická církev (Ecclesia Catholica Armena)

- Východosyrský ritus (Ritus Chaldaicus sive Syro-Orientalis):
  - Chaldejská katolická církev (Ecclesia Chaldaeorum Catholica)
  - Syrsko-malabarská katolická církev (Ecclesia Syrorum Malabarensium)

Kazašská řeckokatolická církev a Běloruská řeckokatolická církev nejsou místními církvemi, neboť nemají vlastní hierarchii. Nicméně i ony mají své vlastní rity.

Roku 2003 byl vytvořen Apoštolský exarchát pro katolíky byzantského ritu = řeckokatolíky v Srbsku a Černé Hoře. Biskupem-exarchou je aktuálně Đura Džudžar (nar. 1954). Většinou se jedná o věřící rusínského původu, žijící v autonomní oblasti Vojvodina – na severu Srbska.

### Diecéze, farnosti, organizace a instituty
Další informace: Seznam katolických diecézí (strukturované zobrazení), Farnost (katolická církev), Řeholní institut a Katolické charitativní organizace
Jednotlivé země, regiony nebo velká města jsou spravovány konkrétními církvemi, které se v latinské církvi nazývají diecéze, ve východních katolických církvích eparchie, a na každou z nich dohlíží biskup. V roce 2008 měla katolická církev 2795 diecézí. Biskupové v určité zemi jsou členy národní nebo regionální biskupské konference.
Diecéze se dělí na farnosti, z nichž každá má jednoho nebo více kněží, jáhnů nebo laiků vykonavajících službu v církvi. Farnosti jsou zodpovědné za každodenní vysluhování svátostí a pastorační péči o laiky. V roce 2016 bylo na světě 221 700 farností.
V latinské církvi mohou katoličtí muži sloužit jako jáhni nebo kněží na základě přijetí svátostného svěcení. Muži a ženy mohou sloužit jako mimořádní udělovatelé svatého přijímání, lektoři nebo ministranti. Historicky směli jako ministranti sloužit pouze chlapci a muži, od 90. let 20. století však mohou sloužit i dívky a ženy.
Vysvěcení katolíci i laici mohou vstoupit do zasvěceného života buď individuálně jako poustevníci nebo zasvěcené panny, nebo vstupem do institutu zasvěceného života (řeholní institut nebo sekulární institut), kde složí sliby potvrzující jejich touhu následovat tři evangelijní rady: čistotu, chudobu a poslušnost. Příkladem institutů zasvěceného života jsou benediktini, karmelitáni, dominikáni, františkáni, Misionářky lásky, Legionáři Kristovi a Sestry milosrdenství.
„Řeholní instituty“ je moderní termín zahrnující jak „řeholní řády“, tak „řeholní kongregace“, které byly kdysi v kanonickém právu rozlišovány. Pojmy „řeholní řád“ a „řeholní institut“ bývají v hovorové řeči používány jako synonyma.
Prostřednictvím katolických charitativních organizací i mimo ně je katolická církev největším nevládním poskytovatelem vzdělávání a zdravotní péče na světě.

### Členství
Hlavní článek: Katolická církev podle zemí
Další informace: Seznam křesťanských denominací podle počtu členů
| Zeměpisné rozložení katolíků v roce 2019 | Zeměpisné rozložení katolíků v roce 2019 | Zeměpisné rozložení katolíků v roce 2019 | Zeměpisné rozložení katolíků v roce 2019 | Zeměpisné rozložení katolíků v roce 2019 |
| ---------------------------------------- | ---------------------------------------- | ---------------------------------------- | ---------------------------------------- | ---------------------------------------- |
| Amerika                                  | Amerika                                  |                                          | 48,1 %                                   | 48,1 %                                   |
| Evropa                                   | Evropa                                   |                                          | 21,2 %                                   | 21,2 %                                   |
| Afrika                                   | Afrika                                   |                                          | 18,7 %                                   | 18,7 %                                   |
| Asie                                     | Asie                                     |                                          | 11,0 %                                   | 11,0 %                                   |
| Oceánie                                  | Oceánie                                  |                                          | 0,8 %                                    | 0,8 %                                    |
|                                          |                                          |                                          |                                          |                                          |

Katolicismus je druhou největší náboženskou organizací na světě, kterou svou velikostí předčí pouze sunnitský islám. Počet členů církve, definovaný jako pokřtění katolíci, činil na konci roku 2019 1,345 miliardy, což je 18 % světové populace. Největší počet katolíků na světě má Brazílie, následuje Mexiko, Filipíny a Spojené státy americké. Katolíci představují přibližně polovinu všech křesťanů.
Geografické rozložení katolíků ve světě se stále mění: 18,7 % v Africe, 48,1 % v Americe, 11,0 % v Asii, 21,2 % v Evropě a 0,8 % v Oceánii.
Mezi osoby zastávající službu v katolické církvi patří vysvěcení duchovní, laičtí služebníci, misionáři a katecheté. Ke konci roku 2019 bylo celkem 467 938 vysvěcených duchovních, z toho 5 364 biskupů, 414 336 kněží (diecézních a řeholních) a 48 238 jáhnů (stálých). Mezi nevysvěcené osoby se službou v církvi patří 3 157 568 katechetů, 367 679 laických misionářů a 39 951 laických církevních služebníků.
Mezi katolíky, kteří se místo manželství nebo svobodného stavu zavázali k řeholnímu nebo zasvěcenému životu jako životnímu stavu či povolání, je 54 559 mužských řeholníků a 705 529 ženských řeholnic. Ti nejsou vysvěceni ani obecně považováni za duchovní, pokud nejsou zároveň zapojeni do některé z výše uvedených kategorií laických duchovních.

## Učení
Hlavní článek: Katolická teologie
Katolická nauka se vyvíjela po staletí a odrážela přímé učení prvních křesťanů, formální definice heretických a ortodoxních názorů na ekumenických koncilech a v papežských bulách a teologické debaty učenců. Církev věří, že je neustále vedena Duchem svatým, když rozeznává nové teologické otázky, a je neomylně chráněna před upadnutím do doktrinálního omylu, když je dosaženo pevného rozhodnutí o nějaké otázce.
Učí, že zjevení má jeden společný zdroj, Boha, a dva odlišné způsoby předávání: Písmo svaté a posvátná tradice, a že jsou autenticky vykládány magisteriem. Písmo svaté se skládá ze 73 knih katolické Bible, které tvoří 46 starozákonních a 27 novozákonních knih. Posvátná tradice se skládá z učení, o němž církev věří, že bylo předáváno od dob apoštolů. Písmo svaté a posvátná tradice se souhrnně nazývají „poklad víry“ (latinsky depositum fidei). Ty jsou zase vykládány magisteriem (z lat. magister – „učitel“), učitelským úřadem církve, který vykonává papež a kolegium biskupů v jednotě s papežem, římským biskupem. Katolická nauka je autenticky shrnuta v Katechismu katolické církve, který vydává Svatý stolec.

### Boží podstata
Hlavní článek: Nejsvětější Trojice

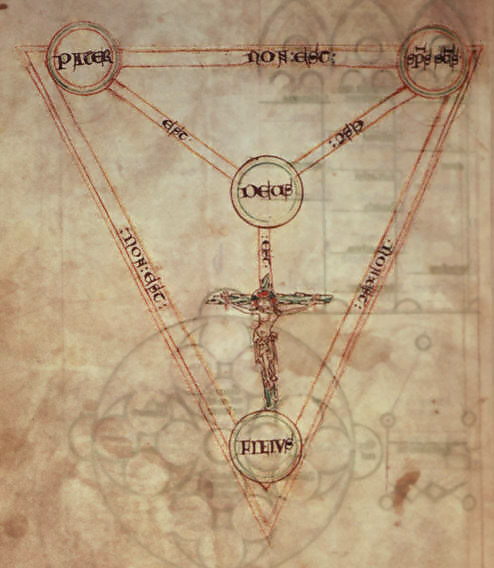
Rukopisná verze tradičního teologického schématu Nejsvětější Trojice cca z roku 1210.

Katolická církev zastává názor, že existuje jeden věčný Bůh, který existuje jako perichoreze („vzájemné přebývání“) tří hypostazí neboli „osob“: Bůh Otec, Bůh Syn a Bůh Duch svatý, které se společně nazývají „Nejsvětější Trojice“.
Katolíci věří, že Ježíš Kristus je „druhá osoba“ Nejsvětější Trojice, Bůh Syn. V události známé jako Vtělení se Bůh mocí Ducha svatého spojil s lidskou přirozeností skrze početí Krista v lůně Panny Marie. Kristus je tedy chápán jako plně božský a zároveň plně lidský, včetně toho, že má lidskou duši. Učí se, že Kristovo poslání na zemi zahrnovalo předávání lidem jeho učení a poskytování jeho příkladu k následování, jak je zaznamenáno ve čtyřech evangeliích. Věří se, že Ježíš zůstal na zemi bez hříchu a nechal se nespravedlivě popravit ukřižováním jako oběť sebe sama, aby smířil lidstvo s Bohem; toto smíření je známo jako velikonoční tajemství. Řecký výraz „Kristus“ i hebrejský „Mesiáš“ znamenají „pomazaný“ a odkazují na křesťanskou víru, že Ježíšova smrt a vzkříšení jsou naplněním starozákonních mesiášských proroctví.
Katolická církev dogmaticky učí, že „Duch svatý věčně vychází z Otce a Syna, ne jako ze dvou principů, nýbrž jako z jednoho jediného principu“, a tvrdí, že Otec jako „princip bez principu“ je prvním původcem Ducha, ale také že jako Otec jediného Syna je se Synem jediným principem, z něhož Duch vychází. Toto přesvědčení je vyjádřeno v klauzuli Filioque, která byla přidána do latinské verze Nicejského vyznání víry z roku 381, ale nebyla obsažena v řeckých verzích vyznání víry používaných ve východním křesťanství.

### Podstata církve
Hlavní článek: Katolická eklesiologie
Katolická církev učí, že je „jedinou pravou církví“, „univerzální svátostí spásy lidského rodu“ a „jediným pravým náboženstvím“. Podle Katechismu je katolická církev dále popsána v Nicejském vyznání víry jako „jedna, svatá, katolická (všeobecná) a apoštolská církev“. Tyto věty jsou souhrnně známy jako čtyři znaky církve. Církev učí, že jejím zakladatelem je Ježíš Kristus. Nový zákon zaznamenává několik událostí, které jsou považovány za nedílnou součást vzniku katolické církve, včetně Ježíšovy činnosti a učení a jeho jmenování apoštolů jako svědků jeho působení, utrpení a vzkříšení. Ve Velkém poslání po svém zmrtvýchvstání pověřil apoštoly, aby pokračovali v jeho díle. Seslání Ducha svatého na apoštoly v události známé jako Letnice je považováno za počátek veřejné služby katolické církve. Církev učí, že všichni řádně vysvěcení biskupové mají přímou posloupnost od Kristových apoštolů, známou jako apoštolská posloupnost. Zejména římský biskup (papež) je považován za nástupce apoštola Šimona Petra, z čehož odvozuje svou autoritu nad církví.
Katolická víra říká, že církev „je trvalou přítomností Ježíše na zemi“ a že jedině ona vlastní všechny prostředky spásy. Skrze Kristovo utrpení (lat. passio) vedoucí k jeho ukřižování, jak je popsáno v evangeliích, se podle ní Kristus obětoval Bohu Otci, aby smířil lidstvo s Bohem; Ježíšovo vzkříšení z něj činí prvorozeného z mrtvých, prvního mezi mnoha bratry. Smířením s Bohem a následováním Kristových slov a skutků může jednotlivec vstoupit do Božího království. Církev chápe svou liturgii a svátosti jako uchovávání milostí dosažených Kristovou obětí, které posilují vztah člověka s Kristem a pomáhají překonat hřích.

### Poslední soud
Hlavní článek: Poslední soud
Katolická církev učí, že duše každého člověka se bezprostředně po smrti dočká osobního Božího soudu na základě svých hříchů a vztahu ke Kristu. Toto učení také potvrzuje, že nastane jiný den, kdy Kristus zasedne k všeobecnému soudu nad celým lidstvem. Tento poslední soud podle církevního učení ukončí lidské dějiny a bude znamenat začátek nového a lepšího nebe i země, kde bude ve spravedlnosti vládnout Bůh.
V závislosti na rozsudku vyneseném po smrti se věří, že duše může vstoupit do jednoho ze tří stavů posmrtného života: 
- Nebe je stav nekonečného sjednocení s božskou přirozeností Boha, nikoli ontologicky, ale skrze milost. Je to věčný život, v němž duše kontempluje Boha v neustálé blaženosti.[309]
- Očistec je dočasný stav pro očištění duší, které jsou sice určeny pro nebe, ale nejsou zcela odpoutány od hříchu, a proto nemohou do nebe vstoupit ihned.[310] V očistci duše trpí, očišťuje se a zdokonaluje. Duším v očistci mohou v dosažení nebe pomoci modlitby věřících na zemi a přímluvy svatých.[311]
- Konečné zatracení: Konečně ti, kdo setrvávají ve stavu smrtelného hříchu a před smrtí nečiní pokání, se vystavují peklu, věčnému odloučení od Boha.[312] Církev učí, že nikdo není odsouzen k peklu, aniž by se svobodně rozhodl odmítnout Boha.[313] Nikdo není předurčen k peklu a nikdo nemůže s naprostou jistotou určit, kdo byl odsouzen k peklu.[314] Katolicismus učí, že díky Božímu milosrdenství může člověk kdykoli před smrtí činit pokání, být osvícen pravdou katolické víry, a tak dosáhnout spásy.[315] Někteří katoličtí teologové spekulují, že duše nepokřtěných dětí a nekřesťanů bez smrtelného hříchu, kteří však zemřeli v prvotním hříchu, jsou určeny do limbu, ačkoli to není oficiální církevní dogma.[316]

Katolická církev sice učí, že jedině ona vlastní všechny prostředky spásy, ale zároveň uznává, že Duch svatý může využívat křesťanská společenství, která jsou od ní oddělena, aby „podněcoval ke katolické jednotě“ a „směřoval a vedl ke katolické církvi“, a tak přiváděl lidi ke spáse, protože tato oddělená společenství obsahují některé prvky správného učení, i když s příměsí omylů. Učí, že každý, kdo je spasen, je spasen skrze katolickou církev, ale že lidé mohou být spaseni i mimo řádné prostředky, známé jako křest touhy, a před „křtem“ skrze mučednictví, známým jako křest krve, jakož i tehdy, když jsou splněny podmínky nezaviněné nevědomosti, i když nezaviněná nevědomost sama o sobě není prostředkem spásy.

### Svatí a zbožná úcta
Hlavní články: Světec, Kanonizace, Kult svatých a Devocionálie
Svatý (historicky známý také jako svatořečený) je osoba, která je uznávána jako osoba s výjimečným stupněm svatosti nebo podobou či blízkostí k Bohu, zatímco kanonizace je akt, kterým křesťanská církev prohlašuje, že osoba, která zemřela, byla svatá, a na základě tohoto prohlášení je tato osoba zařazena do „kánonu“ neboli seznamu uznaných svatých. Prvními osobami uctívanými jako svatí byli mučedníci. Zbožné legendy o jejich smrti byly považovány za potvrzení pravdivosti jejich víry v Krista. Ve čtvrtém století však začali být veřejně uctíváni „vyznavači“ – lidé, kteří svou víru nevyznali smrtí, ale slovem a životem.
V katolické církvi, a to jak v latinské, tak ve východní, je akt kanonizace vyhrazen Apoštolskému stolci a dochází k němu na závěr dlouhého procesu, který vyžaduje rozsáhlé dokazování, že kandidát na kanonizaci žil a zemřel tak příkladným a svatým způsobem, že je hoden uznání za svatého. Oficiální uznání svatosti ze strany církve znamená, že daná osoba je nyní v nebi a že může být veřejně vzývána a oficiálně zmiňována v církevní liturgii, včetně litanií ke svatým. Kanonizace umožňuje všeobecné uctívání světce v liturgii římského ritu; pro povolení uctívat pouze místně je třeba pouze beatifikace.
Pobožnosti jsou „vnější projevy zbožnosti“, které nejsou součástí oficiální liturgie katolické církve, ale jsou součástí lidových duchovních zvyků katolíků. Patří k nim nejrůznější zvyky týkající se uctívání svatých, zejména úcta k Panně Marii. K dalším zbožným tradicím patří křížová cesta, úcta k Nejsvětějšímu Srdci Ježíšovu, úcta k Ježíšově svaté tváři, různé škapulíře a devocionálie, novény k různým svatým, poutě a adorace Nejsvětější svátosti, a uctívání svatých obrazů či sošek umístěných v různých svatyňkách. Biskupové na II. vatikánském koncilu připomněli katolíkům, že „pobožnosti by měly být sestaveny tak, aby ladily s liturgickými obdobími, byly v souladu s posvátnou liturgií, nějakým způsobem z ní vycházely a vedly lidi k ní, protože liturgie ve skutečnosti svou povahou daleko převyšuje kteroukoli z nich“.

### Panna Maria
Hlavní články: Úcta k Panně Marii v katolické církvi, Katolická mariologie, Mariologie svatých a Mariologie papežů

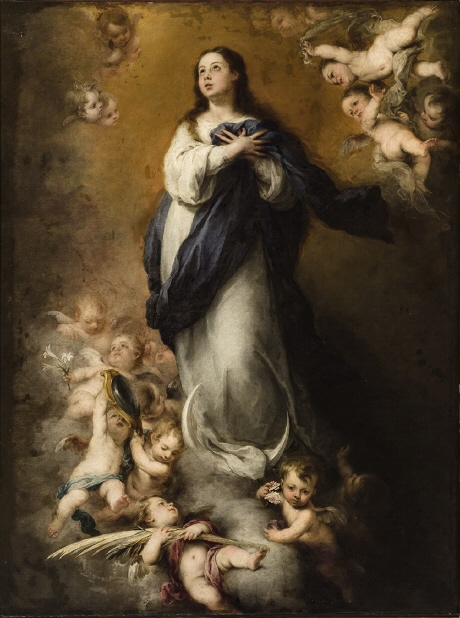
Požehnaná Panna Maria je v katolické církvi vysoce uctívána a je prohlašována za Matku Boží, počatou bez prvotního hříchu a za přímluvkyni.

Katolická mariologie se zabývá dogmaty a učením o životě Marie, Ježíšovy matky, a také uctíváním Panny Marie věřícími. Maria je chována ve zvláštní úctě, je prohlášena za Matku Boží (řecky Θεοτόκος, romanizovaně Theotokos, doslova „Bohorodička“) a jako dogma se věří, že po celý svůj život zůstala pannou. Mezi další nauky patří učení o Neposkvrněném početí (její vlastní početí bez poskvrny prvotního hříchu) a o Nanebevzetí Panny Marie (že její tělo bylo na konci života vzato přímo do nebe). Obě tato učení byla definována jako neomylné dogma, a to papežem Piem IX. v roce 1854, respektive papežem Piem XII. v roce 1950, ale až po konzultaci s katolickými biskupy na celém světě, aby se ujistili, že se jedná o katolickou víru. Ve východních katolických církvích však nadále slaví svátek pod názvem Zesnutí Matky Boží ve stejný den. Učení, že Maria zemřela před svým nanebevzetím, výrazně předchází myšlenka, že tomu tak nebylo. Svatý Jan Damašský napsal, že „svatý Juvenal, biskup jeruzalémský, na koncilu v Chalcedonu (451) oznámil císaři Marciánovi a Pulcherii, kteří chtěli vlastnit tělo Matky Boží, že Maria zemřela v přítomnosti všech apoštolů, ale že její hrob, když byl na žádost svatého Tomáše otevřen, byl nalezen prázdný, z čehož apoštolové usoudili, že tělo bylo vzato do nebe“.
Úcta k Panně Marii je součástí katolické zbožnosti, ale liší se od úcty k Bohu. K praxi patří modlitby a mariánské umění, hudba a architektura. Během církevního roku se slaví několik liturgických mariánských svátků a je uctívána mnoha tituly, například Královna nebes. Papež Pavel VI. ji nazval Matkou církve, protože tím, že porodila Krista, je považována za duchovní matku každého člena Kristova těla. Kvůli její vlivné roli v Ježíšově životě jsou běžné katolické modlitby a pobožnosti jako Zdrávas Maria, růženec, Salve Regina, Memorare a Pod ochranu tvou. K oblíbeným katolickým zbožným úkonům patří také poutě na místa některých církví potvrzených mariánských zjevení, jako jsou Lurdy, Fátima a Guadalupe.

## Svátosti
Hlavní článek: Svátosti katolické církve

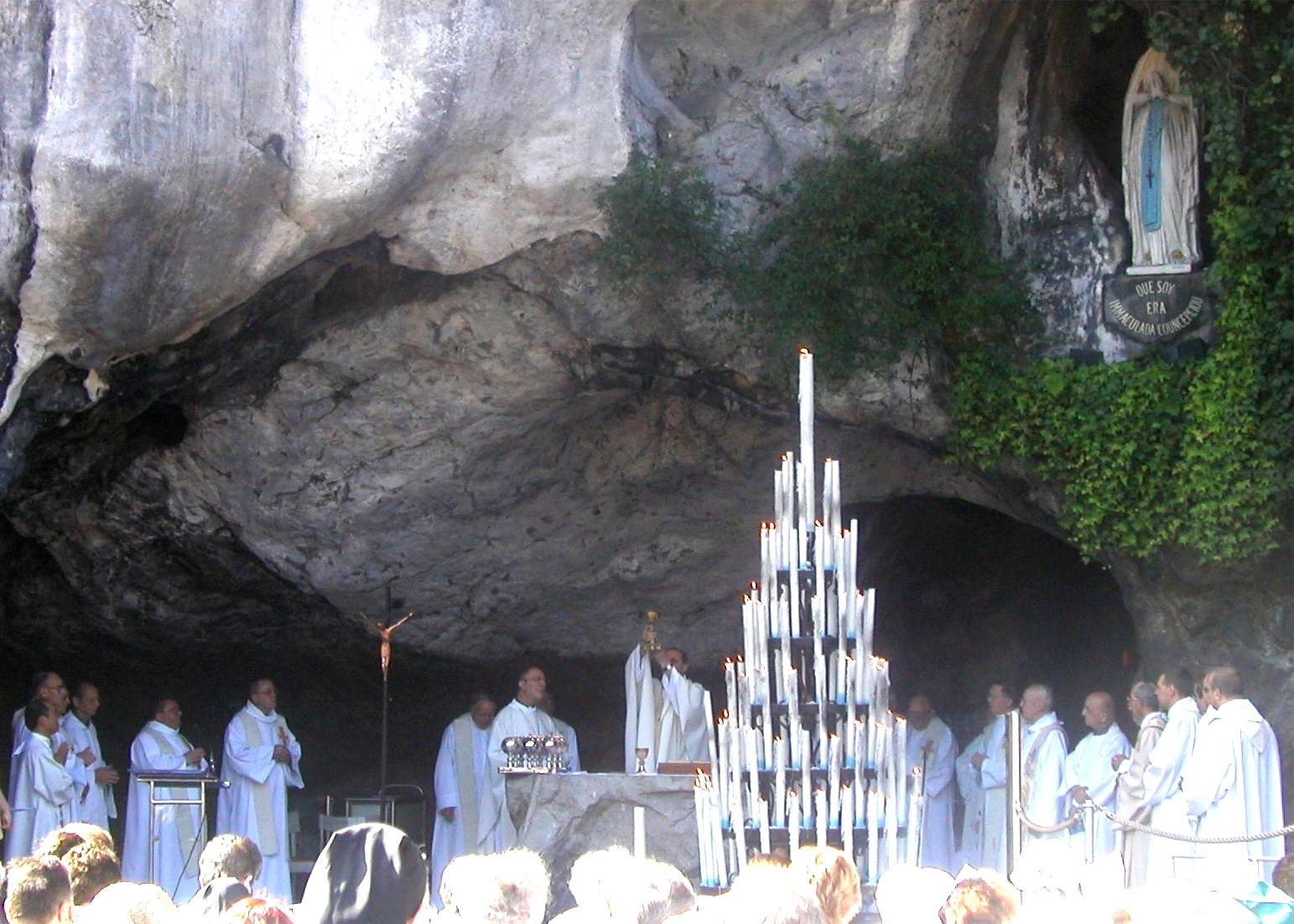
Mše svatá v Lurdské jeskyni ve Francii. Kalich se lidu ukazuje bezprostředně po konsekraci vína.

Katolická církev učí, že jí bylo svěřeno sedm svátostí, které ustanovil Kristus. Počet a povahu těchto svátostí určilo několik ekumenických koncilů, naposledy Tridentský koncil. Jedná se o křest, biřmování, eucharistii, pokání, pomazání nemocných (dříve nazývané poslední pomazání, jeden z „posledních obřadů“), kněžské svěcení a manželství. Svátosti jsou viditelné obřady, které katolíci považují za znamení Boží přítomnosti a účinné prostředky Boží milosti pro všechny, kdo je přijímají s náležitou dispozicí (ex opere operato). Katechismus katolické církve kategorizuje svátosti do tří skupin: „svátosti křesťanské iniciace“, „svátosti uzdravující“ a „svátosti sloužící společenství a poslání věřících“. Tyto skupiny obecně odrážejí etapy přirozeného a duchovního života lidí, kterým mají jednotlivé svátosti sloužit.
Liturgie svátostí je ústředním bodem poslání církve. Podle Katechismu: 
V liturgii Nové smlouvy je každý liturgický úkon, zvláště slavení eucharistie a svátostí, setkání s Krista s církví. Liturgické shromáždění odvozuje svou jednotu ze „společenství Ducha svatého“, který shromažďuje Boží děti v jediném Kristově Těle. Tato jednota převyšuje lidskou, rasovou, kulturní a společenskou příbuznost.
Podle nauky církve svátosti církve vyžadují správnou formu, materii a úmysl, aby mohly být platně slaveny. Kromě toho kanonické právo latinské církve i východních katolických církví upravuje, kdo smí některé svátosti platně slavit, a také přísná pravidla o tom, kdo smí svátosti přijímat. Zejména proto, že církev učí, že v eucharistii je přítomen Kristus, je zakázáno přijímat svátost těm, kteří jsou si vědomi, že jsou ve stavu smrtelného hříchu, dokud neobdrží rozhřešení prostřednictvím svátosti smíření (pokání). Katolíci jsou obvykle povinni zdržet se jídla alespoň hodinu před přijetím svátosti. Nekatolíkům je obvykle zakázáno přijímat eucharistii také.
Katolíci, i kdyby byli v nebezpečí smrti a nemohli se obrátit na katolického duchovního, nesmějí žádat o svátosti eucharistie, pokání nebo pomazání nemocných někoho, například protestantského duchovního, o němž není známo, že by byl platně vysvěcen v souladu s katolickým učením o svěcení. Stejně tak katoličtí duchovní nesmějí ani v případě vážné a naléhavé potřeby udělovat tyto svátosti těm, kteří neprojevují katolickou víru ve svátost. Ve vztahu k církvím východního křesťanství, které nejsou ve společenství se Svatým stolcem, je katolická církev méně restriktivní a prohlašuje, že „jisté společenství ve svátostech (communicatio in sacris), a tedy i v eucharistii, je za vhodných okolností a se souhlasem církevní autority nejen možné, ale i doporučované“.

### Iniciační svátosti
Hlavní článek: Svátosti katolické církve#Iniciační svátosti

#### Křest

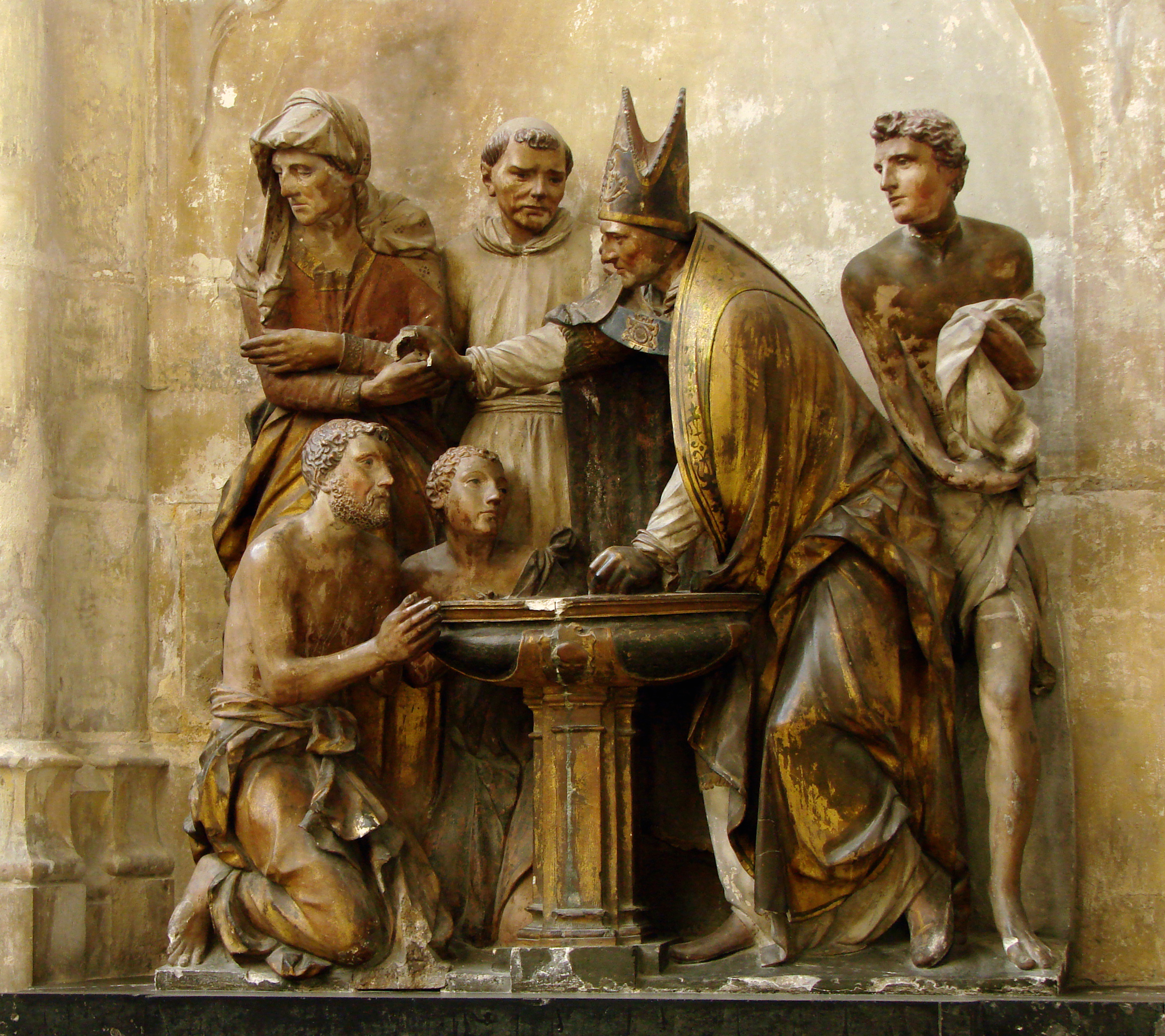
Křest Augustina z Hippa na sousoší v katedrále v Troyes (1549), Francie

V pojetí katolické církve je křest první ze tří svátostí křesťanské iniciace. Smyje všechny hříchy, jak prvotní, tak osobní aktuální hříchy. Činí člověka členem církve. Jako nezasloužený Boží dar, který nevyžaduje žádné zásluhy ze strany pokřtěného, je udělován i dětem, které sice nemají osobní hříchy, ale potřebují ho kvůli prvotnímu hříchu. Je-li novorozené dítě v nebezpečí smrti, může ho pokřtít kdokoli – lékař, zdravotní sestra nebo rodič. Křest člověka označuje natrvalo a nelze ho opakovat. Katolická církev uznává za platné křty udělené i lidmi, kteří nejsou katolíky ani křesťany, pokud mají v úmyslu křtít („dělat to, co dělá církev, když křtí“) a pokud používají trojiční křestní formuli.

#### Biřmování
Hlavní článek: Biřmování v katolické církvi
Katolická církev považuje svátost biřmování (lat. confirmatio) za nutnou k dovršení milosti udělené při křtu. Při křtu dospělých se obvykle hned poté uděluje biřmování, což je praxe, která se ve východních katolických církvích dodržuje i u nově pokřtěných dětí. Na Západě se biřmování dětí odkládá, dokud nejsou dost staré na to, aby chápaly, nebo podle uvážení biskupa. V západním křesťanství, zejména v katolicismu, se svátost nazývá biřmování, protože potvrzuje a posiluje křestní milost; ve východních církvích se nazývá myropomazání, protože základním obřadem je pomazání osoby křižmem (řecky μύρον, myron), směsí olivového oleje a nějaké vonné látky, obvykle balzámu, kterou žehná biskup. Ti, kdo přijímají biřmování, musí být ve stavu milosti, což u těch, kdo dosáhli věku rozumu, znamená, že by měli být nejprve duchovně očištěni svátostí pokání; měli by také mít úmysl svátost přijmout a být připraveni svým životem ukázat, že jsou křesťany.

#### Eucharistie
Hlavní článek: Eucharistie v katolické církvi

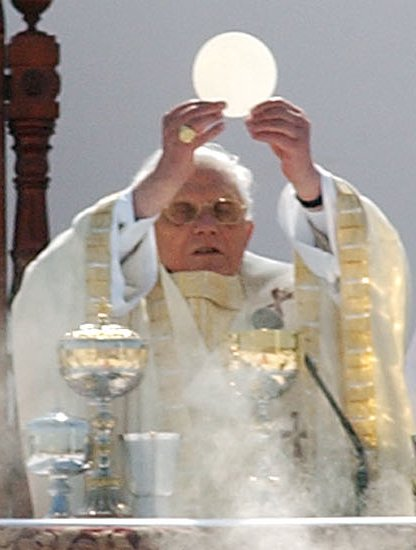
Papež Benedikt XVI. slaví eucharistii při kanonizaci Freie Galvãa v brazilském São Paulu 11. května 2007.

Pro katolíky je eucharistie svátostí, která završuje křesťanskou iniciaci. Je popisována jako „zdroj a vrchol křesťanského života“. Obřad, při němž katolík poprvé přijímá eucharistii, se nazývá první svaté přijímání.
Eucharistická bohoslužba, nazývaná také Mše svatá nebo Božská liturgie, zahrnuje modlitby a čtení z Písma, jakož i obětování chleba a vína, které jsou přineseny na oltář a posvěceny knězem, aby se staly tělem a krví Ježíše Krista, což se nazývá transsubstanciace. Slova posvěcení odrážejí slova, která Ježíš pronesl během Poslední večeře, kdy Kristus nabídl své tělo a krev apoštolům v noci před svým ukřižováním. Svátost znovu zpřítomňuje (zviditelňuje) Ježíšovu oběť na kříži, která má věčnou platnost. Kristova smrt a zmrtvýchvstání dávají skrze svátost milost, která sjednocuje věřící s Kristem i mezi sebou navzájem, odpouští všední hřích a pomáhá proti páchání mravního hříchu (ačkoli samotný smrtelný hřích je odpouštěn skrze svátost smíření).

### Uzdravující svátosti

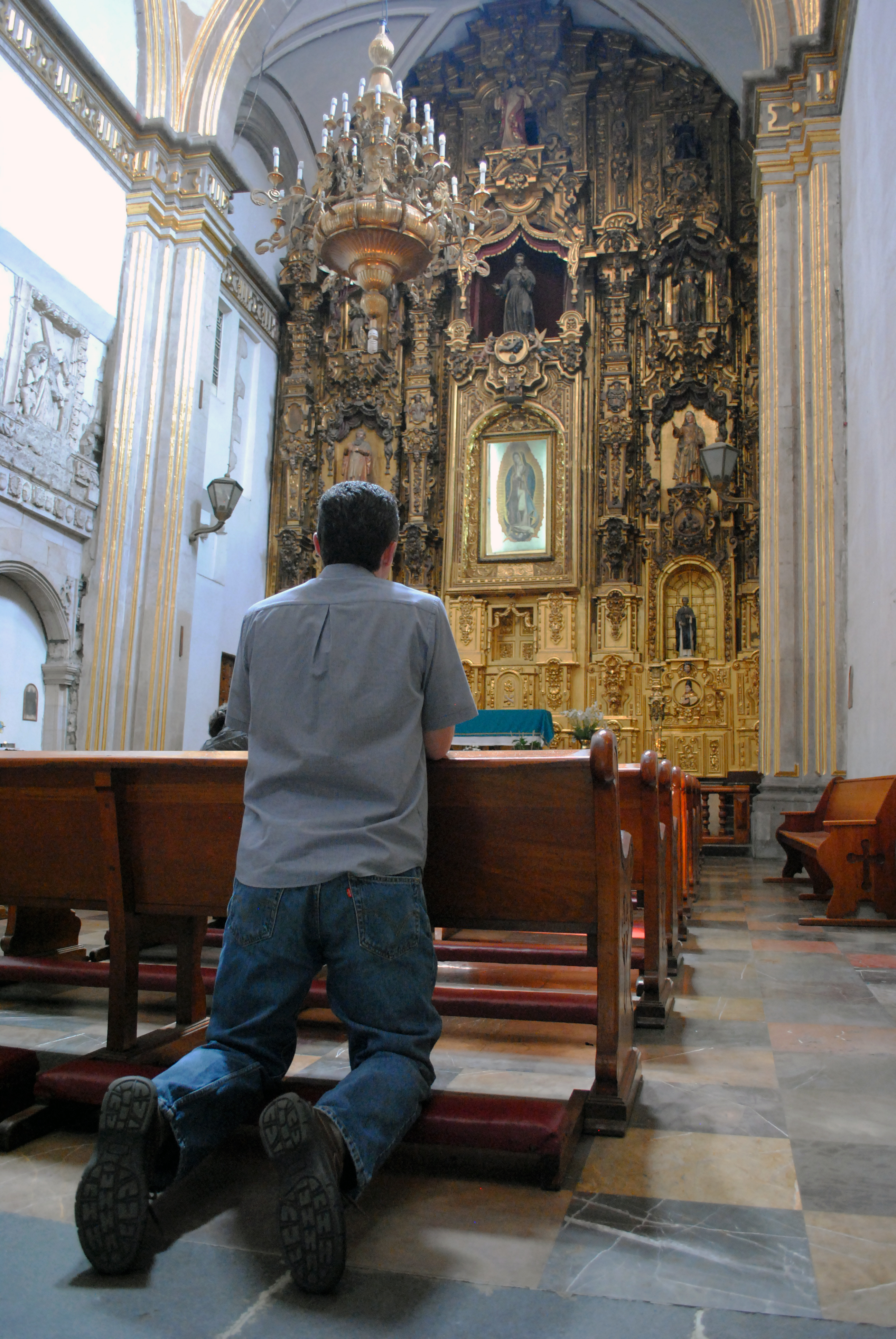
Katolický věřící se modlí v kostele v Mexiku

Dvě svátosti se týkají uzdravení jsou: svátost smíření a svátost pomazání nemocných. 

#### Svátost smíření
Hlavní článek: Svátost smíření
Svátost pokání (nazývaná také smíření, odpuštění, zpověď a obrácení) existuje pro obrácení těch, kdo se po křtu odloučili od Krista hříchem. Podstatné pro tuto svátost jsou úkony jak ze strany hříšníka (zpytování svědomí, lítost s odhodláním znovu nehřešit, vyznání knězi a vykonání nějakého skutku k nápravě škody způsobené hříchem), tak ze strany kněze (určení skutku nápravy, který má být vykonán, a rozhřešení). Závažné hříchy (smrtelné hříchy) je třeba vyznat alespoň jednou ročně a vždy před přijetím svatého přijímání, doporučuje se i zpověď všedních hříchů. Kněz je pod nejpřísnějšími tresty povinen zachovávat „zpovědní tajemství“, tedy naprosté tajemství o všech hříších, které mu byly při zpovědi odhaleny.

#### Pomazání nemocných
Hlavní článek: Svátost nemocných

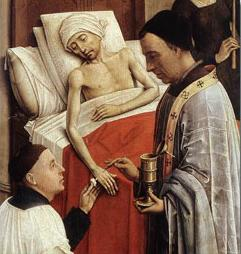
Oltářní triptych Sedm svátostí s výjevem Posledního pomazání (pomazání nemocných) s olejem udíleným knězem při posledním pomazání. Rogier van der Weyden, kolem roku 1445.

Zatímco křižmo se používá pouze při třech svátostech, které nelze opakovat, jiný olej používá kněz nebo biskup k pomazání katolíka, kterému kvůli nemoci nebo stáří začala hrozit smrt. Tato svátost, známá jako pomazání nemocných, má poskytnout útěchu, pokoj, odvahu, a pokud se nemocný nemůže vyzpovídat, i odpuštění hříchů.
Tato svátost se také označuje jako Pomazání, v minulosti jako Poslední pomazání, a je jednou ze tří svátostí, které tvoří poslední obřady, spolu s pokáním a viatikem (eucharistií).

### Služebné svátosti
Podle katechismu existují dvě svátosti společenství zaměřené na spásu druhých: kněžství a manželství. V rámci obecného povolání být křesťanem tyto dvě svátosti „zasvěcují konkrétnímu poslání nebo povolání mezi Božím lidem. Muži přijímají svátostné svěcení, aby slovem a milostí živili církev. Manželé vstupují do manželství, aby se jejich láska posílila k plnění povinností jejich stavu“.

#### Kněžské svěcení
Hlavní článek: Kněžské svěcení v katolické církvi

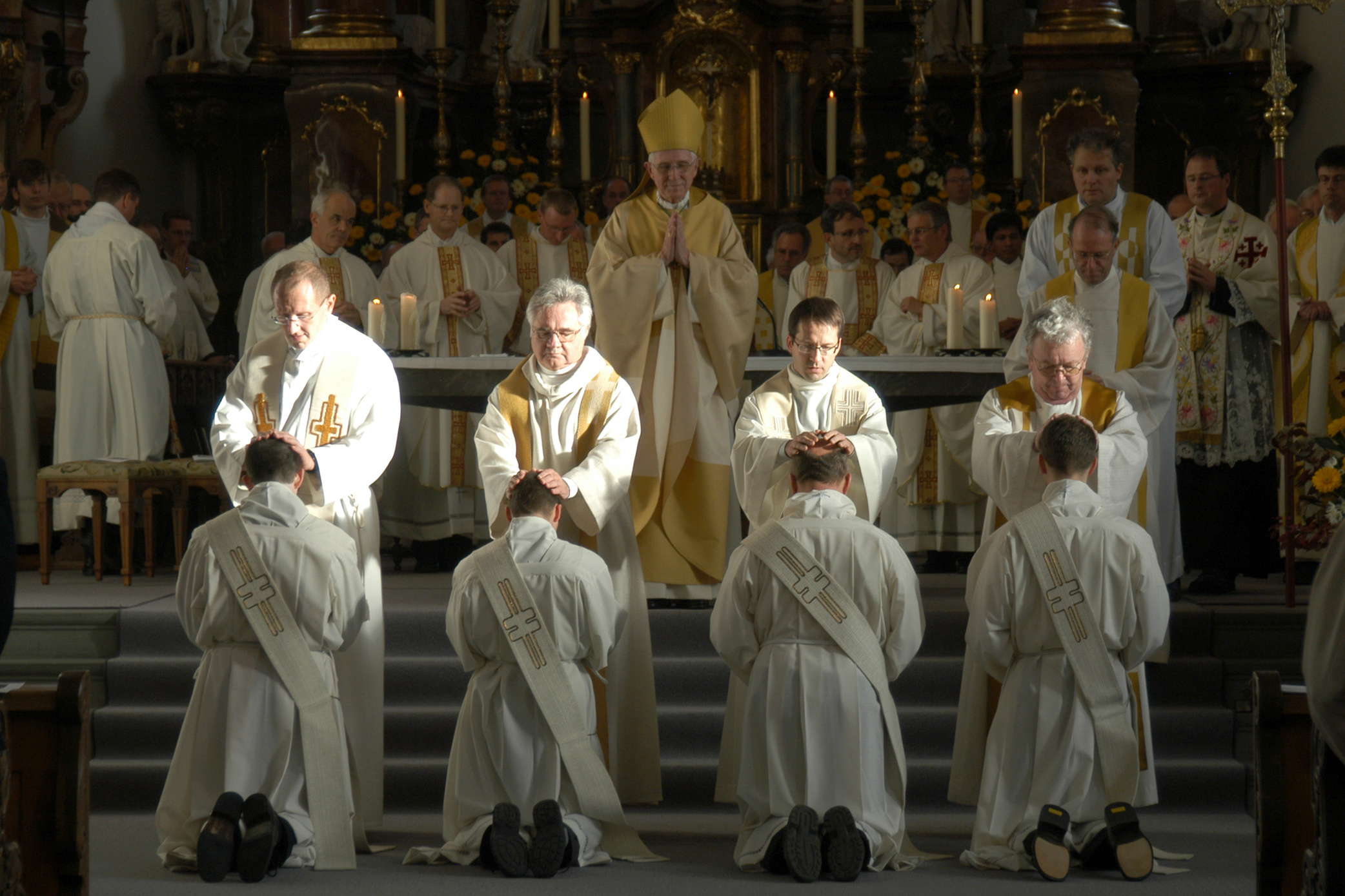
Při obřadu svěcení vkládají kněží na svěcence ruce.

Svátost svěcení posvěcuje a ustanovuje některé křesťany, aby sloužili celému tělu jako členové tří stupňů nebo řádů: episkopátu (biskupové), presbyterátu (kněží) a diakonátu (jáhni). Církev definovala pravidla, kdo může být vysvěcen na duchovního. V latinské církvi je kněžství obecně omezeno na muže žijící v celibátu a episkopát je vždy omezen na muže žijící v celibátu. Muži, kteří jsou již ženatí, mohou být vysvěceni v některých východních katolických církvích ve většině zemí a v osobních ordinariátech a mohou se stát jáhny i v západní církvi (viz Kněžské manželství). Poté, co se stane katolickým knězem, se však muž nesmí oženit (viz Kněžský celibát), pokud není formálně laicizován.
Všichni duchovní, ať už jáhni, kněží nebo biskupové, mohou kázat, vyučovat, křtít, být svědky sňatků a vést pohřební liturgie. Pouze biskupové a kněží mohou vysluhovat svátosti eucharistie, smíření (pokání) a pomazání nemocných. Pouze biskupové mohou udělovat svátost svěcení, kterou je někdo vysvěcen na kněze.

#### Manželství
Hlavní článek: Svátostné manželství
Viz též: Katolická teologie sexuality

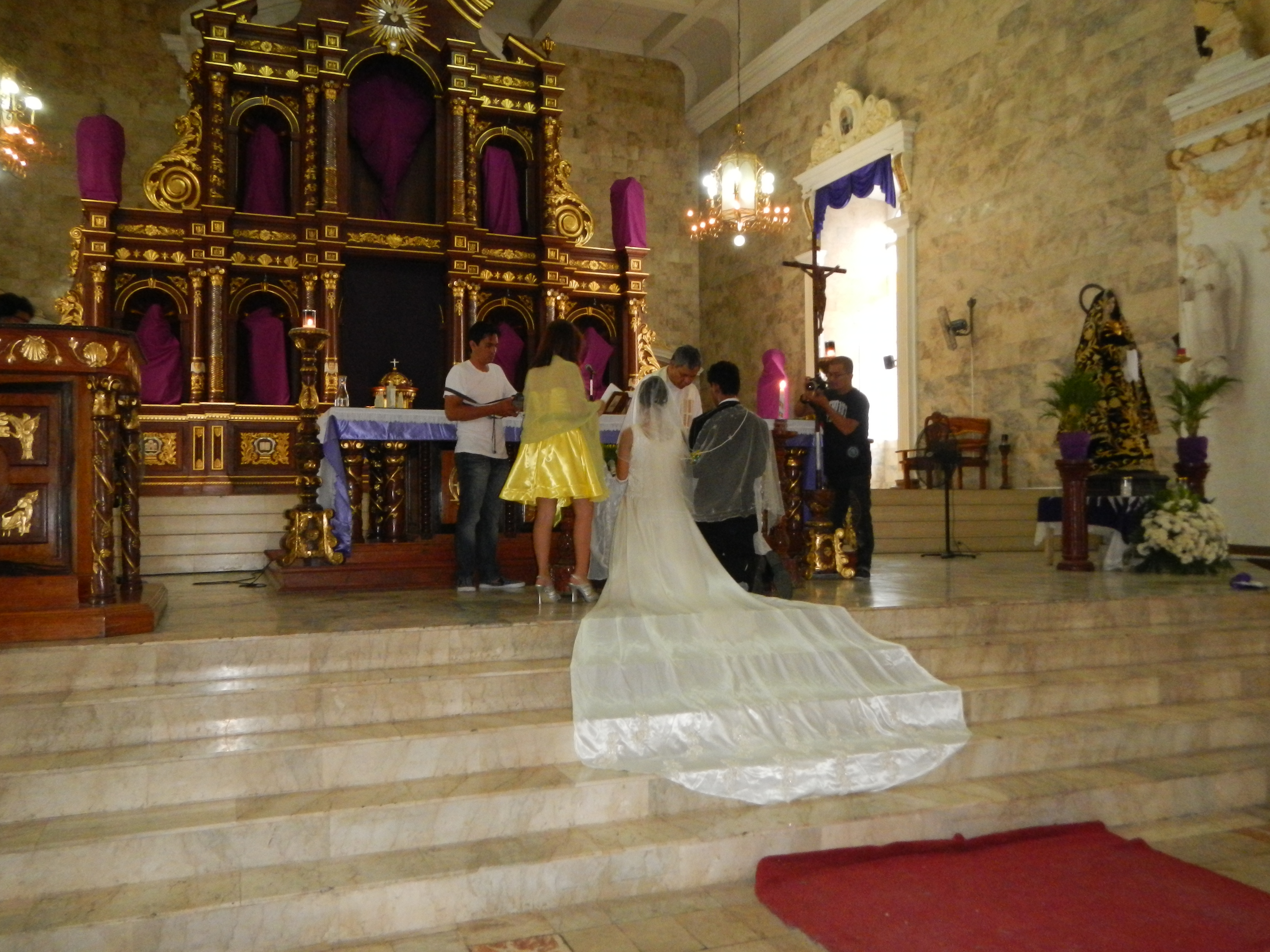
Svatební mše na Filipínách

Katolická církev učí, že manželství je společenským a duchovním svazkem mezi mužem a ženou, který směřuje k dobru manželů a plození dětí; podle katolického učení o sexuální morálce je to jediný vhodný prostor pro sexuální aktivity. Katolické manželství nebo jakékoli manželství mezi pokřtěnými osobami jakéhokoli křesťanského vyznání je považováno za svátost. Jednou uzavřené svátostné manželství nemůže být zrušeno jinak než smrtí. Církev uznává určité podmínky, jako je svobodný souhlas, které jsou nutné pro platnost každého manželství; kromě toho církev stanovuje specifická pravidla a normy, známé jako kanonická forma, které musí katolíci dodržovat.
Církev neuznává rozvod jako ukončení platného manželství a připouští státem uznaný rozvod pouze jako prostředek ochrany majetku a blaha manželů a případných dětí. Posouzení konkrétních případů příslušným církevním soudem však může vést k prohlášení manželství za neexistující, což se obvykle označuje jako prohlášení manželství za neplatné. Nový sňatek po rozvodu není povolen, pokud předchozí manželství nebylo prohlášeno za neplatné.

## Liturgie
Hlavní článek: Katolická liturgie

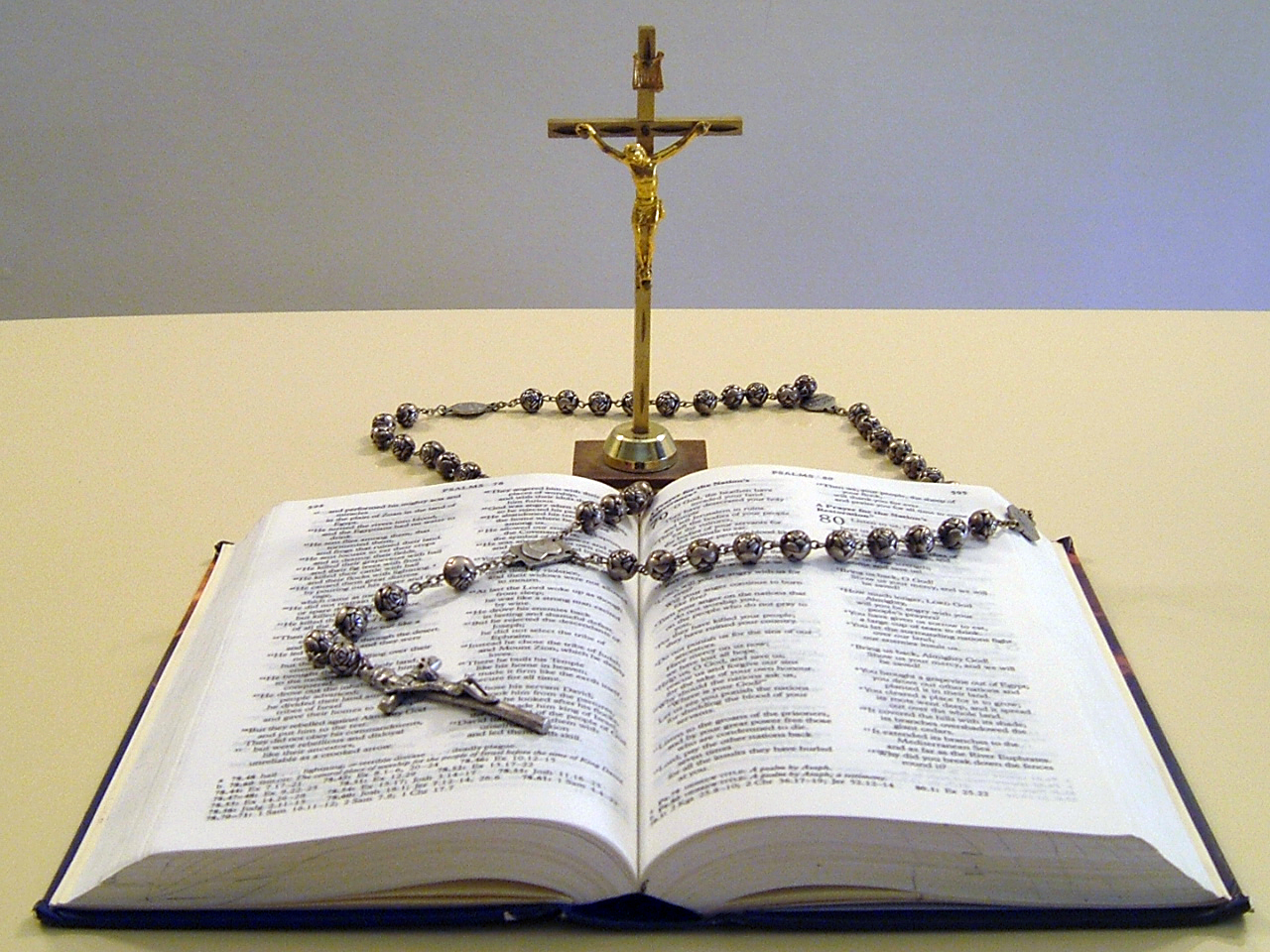
Katolické náboženské předměty – Bible, krucifix a růženec

Mezi 24 autonomními (sui iuris) církvemi existují četné liturgické a jiné tradice, nazývané obřady, které odrážejí spíše historickou a kulturní rozmanitost než rozdíly ve víře. Podle definice Kodexu kánonů východních církví je „obřad liturgické, teologické, duchovní a disciplinární dědictví, kultura a historické okolnosti odlišného národa, jimiž se v každé církvi sui iuris projevuje její vlastní způsob života víry“.
Liturgie svátosti eucharistie, na Západě nazývaná Mše svatá a na Východě Božská liturgie nebo jinými názvy, je hlavní liturgií katolické církve, protože je považována za smírnou oběť samotného Krista. Její nejrozšířenější formou je římský ritus, jak jej vyhlásil Pavel VI. v roce 1969 (viz Missale Romanum) a revidoval papež Jan Pavel II. v roce 2002 (viz Liturgiam Authenticam). Za určitých okolností zůstává v latinské církvi povolena forma římského ritu z roku 1962. Východní katolické církve mají vlastní obřady. Liturgie eucharistie a ostatních svátostí se v jednotlivých obřadech liší a odrážejí různé teologické důrazy.

### Západní obřady
Hlavní článek: Římský ritus a Latinské liturgické rity
Římský ritus je nejběžnějším bohoslužebným obřadem používaným v katolické církvi, přičemž forma mše svaté římského ritu je řádná. Jeho užívání se vyskytuje po celém světě, pochází z Říma a šíří se po celé Evropě, ovlivňuje a nakonec vytlačuje místní obřady. Současná řádná forma mše svaté římského ritu, kterou najdeme ve vydáních Římského misálu po roce 1969, se obvykle slaví v místním lidovém jazyce za použití úředně schváleného překladu z původního textu v latině.
V roce 2007 Benedikt XVI. potvrdil oprávněnost dalšího používání Římského misálu z roku 1962 jako „mimořádné formy“ (forma extraordinaria) římského ritu, hovořil o něm také jako o usus antiquior („starším použití“) a vydal nové, přípustnější normy pro jeho používání. Instrukce vydaná o čtyři roky později hovořila o dvou formách či způsobech užívání římského ritu schválených papežem jako o formě řádné a formě mimořádné („forma ordinaria“ a „forma extraordinaria“).
Vydání Římského misálu z roku 1962, které vyšlo několik měsíců před zahájením Druhého vatikánského koncilu, bylo posledním vydáním, které představilo mši tak, jak ji v roce 1570 standardizoval papež Pius V. na žádost Tridentského koncilu, a které je proto známé jako tridentská mše. Římský misál papeže Pia V. prošel menšími revizemi, které provedli papež Klement VIII. v roce 1604, papež Urban VIII. v roce 1634, papež Pius X. v roce 1911, papež Pius XII. v roce 1955 a papež Jan XXIII. v roce 1962. Každé další vydání bylo běžnou formou mše římského ritu, dokud nebylo nahrazeno pozdějším vydáním. Když bylo vydání z roku 1962 nahrazeno vydáním Pavla VI. promulgovaným v roce 1969, vyžadovalo jeho další používání nejprve povolení biskupů; ale papež Benedikt XVI. v motu proprio Summorum Pontificum z roku 2007 povolil jeho volné používání pro mše sloužené bez shromáždění a povolil farářům, aby za určitých podmínek povolili jeho používání i při veřejných mších. S výjimkou biblických čtení, která Benedikt XVI. povolil pronášet v lidovém jazyce, se slaví výhradně v liturgické latině. Tato povolení z velké části zrušil papež František v roce 2021, který vydal motu proprio Traditionis custodes, aby zdůraznil řádnou formu, jak ji promulgovali papežové Pavel VI. a Jan Pavel II.
Od roku 2014 mohou duchovní v malých osobních ordinariátech zřízených pro skupiny bývalých anglikánů podle podmínek dokumentu Anglicanorum Coetibus z roku 2009 používat variantu římského ritu zvanou „Božská bohoslužba“ nebo méně formálně „Ordinariátní užívání“, která zahrnuje prvky anglikánské liturgie a tradice, proti čemuž protestovali anglikánští představitelé.
V milánské arcidiecézi, která je s přibližně pěti miliony katolíků největší v Evropě, se mše slouží podle ambrosiánského ritu. Mezi další latinské církevní obřady patří mozarabský a obřady některých řeholních institutů. Tyto liturgické obřady jsou staré nejméně 200 let před rokem 1570, kdy papež Pius V. vydal Quo primum, a proto bylo povoleno jejich používání i nadále.

### Východní obřady
Hlavní článek: Partikulární katolické církve a liturgické obřady

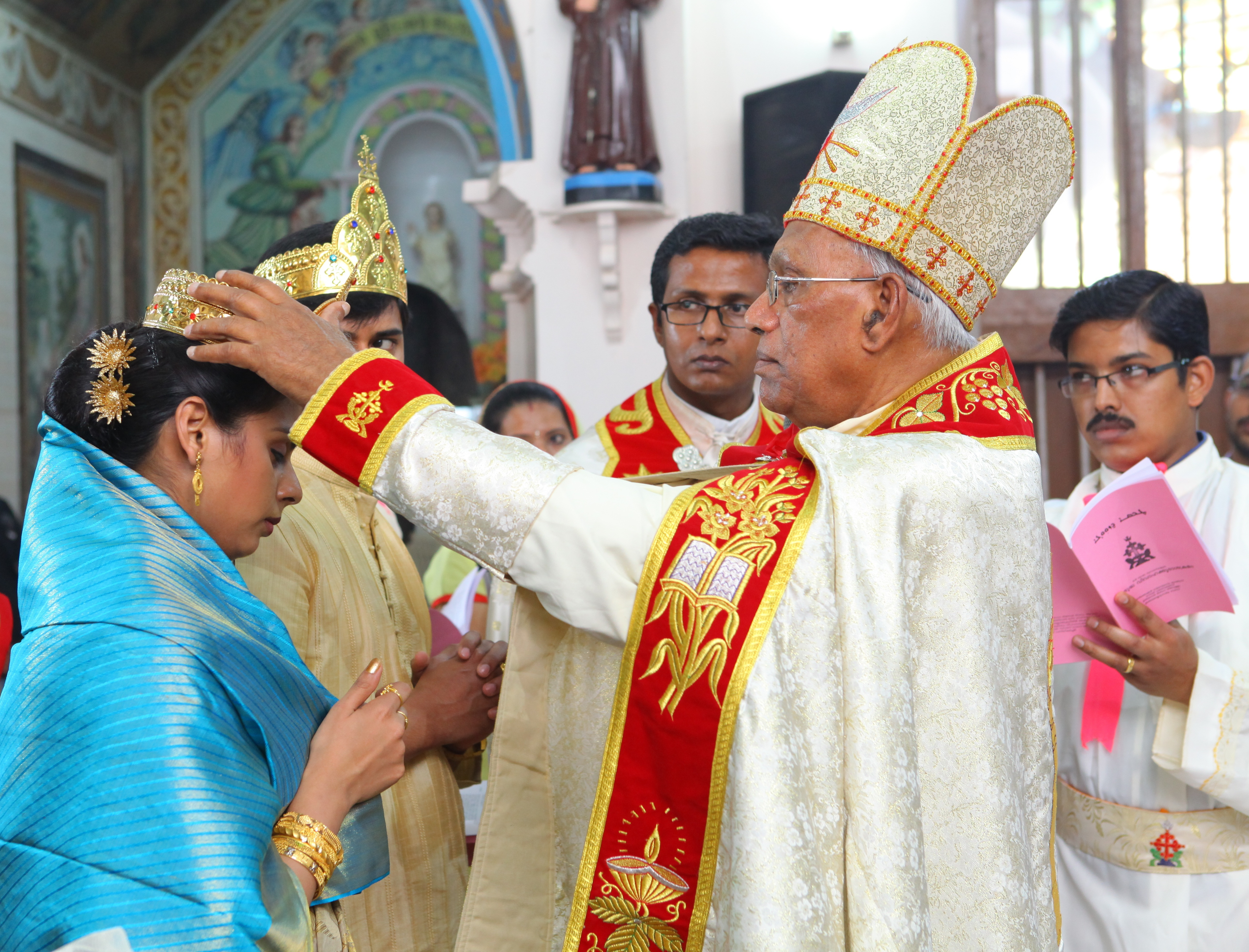
Svatební korunovace ve východosyrském ritu celebrovaná biskupem syrsko-malabarské katolické církve v Indii, jedné z 23 východních katolických církví v plném společenství s papežem a katolickou církví.

Východní katolické církve sdílejí společné dědictví a liturgické obřady jako jejich protějšky, včetně pravoslavných a dalších východních křesťanských církví, které již nejsou ve společenství se Svatým stolcem. Patří k nim církve, které se historicky vyvinuly v Rusku, na Kavkaze, na Balkáně, v severovýchodní Africe, Indii a na Blízkém východě. Východní katolické církve jsou skupiny věřících, které buď nikdy nebyly mimo společenství se Svatým stolcem, nebo s ním obnovily společenství za cenu přerušení společenství se svými souvěrci stejné tradice.
Mezi obřady používané východními katolickými církvemi patří byzantský obřad v antiochijské, řecké a slovanské variantě, alexandrijský obřad, syrský obřad, arménský obřad, maronitský obřad a chaldejský obřad. Východní katolické církve mají autonomii při stanovování podrobností svých liturgických forem a bohoslužeb v určitých mezích, které mají chránit „přesné dodržování“ jejich liturgické tradice. V minulosti byly některé obřady používané východními katolickými církvemi do jisté míry podrobeny liturgické latinizaci. V posledních letech se však východní katolické církve vrátily k tradičním východním zvyklostem v souladu s dekretem II. vatikánského koncilu Orientalium Ecclesiarum. Každá církev má svůj vlastní liturgický kalendář.

## Sociální a kulturní záležitosti

### Katolické sociální učení
Hlavní článek: Sociální nauka církve
Katolická sociální nauka, která odráží Ježíšův zájem o chudé, klade velký důraz na skutky tělesného milosrdenství a skutky duchovního milosrdenství, tedy na podporu a péči o nemocné, chudé a trpící. Církevní učení vybízí k přednostnímu poskytování pomoci chudým, zatímco kanonické právo předepisuje, že „věřící křesťané jsou rovněž povinni podporovat sociální spravedlnost a s vědomím Pánova přikázání pomáhat chudým.“ Za jeho základ je všeobecně považován encyklický list papeže Lva XIII. z roku 1891 Rerum novarum, který obhajuje práva a důstojnost práce a právo pracujících zakládat odbory.
Katolická nauka o sexualitě vyzývá k praktikování cudnosti se zaměřením na zachování duchovní a tělesné integrity lidské osoby. Manželství je považováno za jediný vhodný kontext pro sexuální aktivity. Církevní učení o sexualitě se stalo předmětem stále větších sporů, zejména po uzavření II. vatikánského koncilu, v důsledku měnících se kulturních postojů v západním světě, označovaných jako sexuální revoluce.
Církev se také zabývala správou přírodního prostředí a jejím vztahem k dalším sociálním a teologickým naukám. V dokumentu Laudato si’ z 24. května 2015 papež František kritizuje konzumní způsob života a nezodpovědný rozvoj a vyjadřuje politování nad zhoršováním životního prostředí a globálním oteplováním. Papež vyjádřil obavy, že oteplování planety je příznakem většího problému: lhostejnosti vyspělého světa k ničení planety, protože lidé usilují o krátkodobé ekonomické zisky.

### Sociální služby
Hlavní článek: Katolická církev a zdravotnická péče a Katolické školství

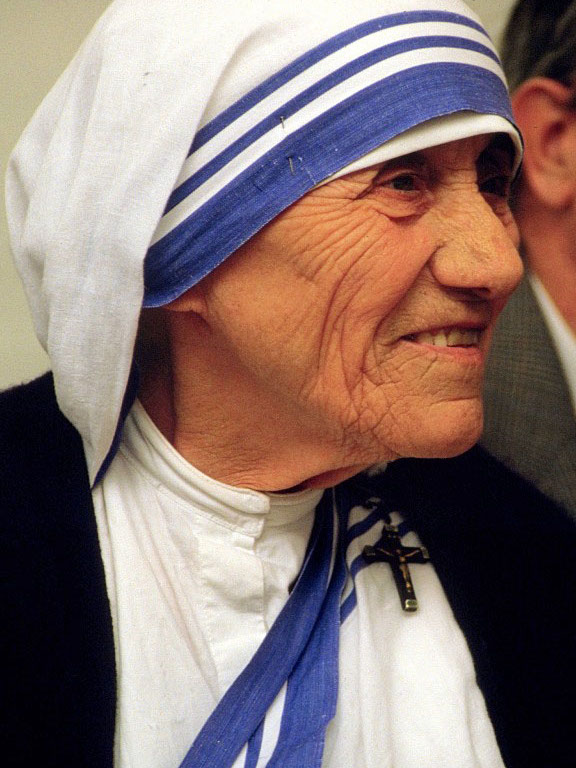
Svatá Terezie z Kalkaty se zasazovala o nemocné, chudé a potřebné tím, že konala skutky tělesného milosrdenství.

Katolická církev je největším nevládním poskytovatelem vzdělávacích a zdravotnických služeb na světě. V roce 2010 Papežská rada katolické církve pro pastorační pomoc zdravotníkům uvedla, že církev spravuje 26 % zdravotnických zařízení na světě, včetně nemocnic, klinik, sirotčinců, lékáren a center pro nemocné leprou.
Církev se vždy angažovala ve vzdělávání, a to již od založení prvních univerzit v Evropě, provozuje a sponzoruje tisíce základních a středních škol, vysokých škol a univerzit po celém světě a provozuje největší nevládní školský systém na světě.
Ženské řeholní instituty hrály obzvláště významnou roli v poskytování zdravotnických a vzdělávacích služeb, jako například řády Milosrdných sester, Malých sester chudých, Misionářek lásky, sester svatého Josefa od Nejsvětějšího srdce, sester Nejsvětější svátosti a Milosrdných dcer svatého Vincence de Paul. Katolická řeholnice Matka Tereza z indické Kalkaty, zakladatelka Misionářek lásky, získala v roce 1979 Nobelovu cenu za mír za svou humanitární činnost mezi chudými v Indii. Biskup Carlos Filipe Ximenes Belo získal stejné ocenění v roce 1996 za „práci na spravedlivém a mírovém řešení konfliktu ve Východním Timoru.“
Církev se také aktivně zapojuje do mezinárodní pomoci a rozvoje prostřednictvím organizací, jako je Catholic Relief Services, Caritas Internationalis, Církev v nouzi, skupin na podporu uprchlíků, jako je Jesuit Refugee Service, a skupin komunitní pomoci, jako je Společnost svatého Vincenta z Pauly.

### Sexuální morálka
Hlavní články: Katolická teologie sexuality, Katolická teologie těla a Manželství v katolické církvi

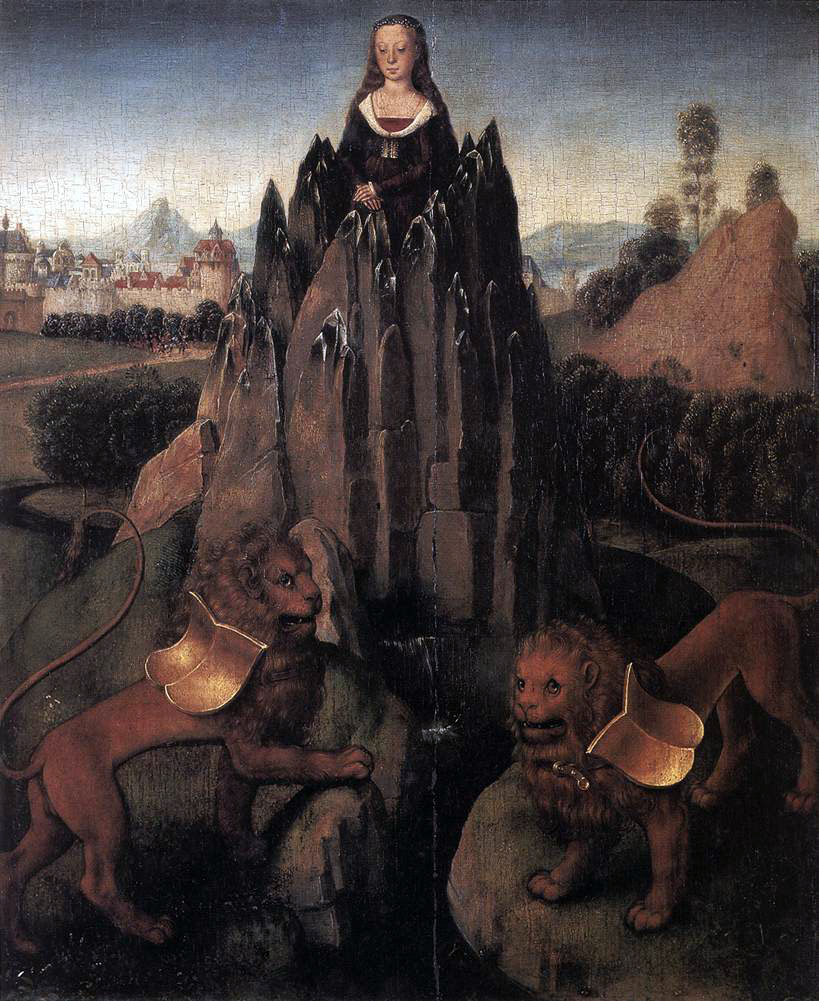
Alegorie cudnosti od Hanse Memlinga

Katolická církev vyzývá všechny členy, aby dodržovali cudnost (čistotu) podle svého životního stavu. Cudnost zahrnuje střídmost, sebeovládání, osobní a kulturní růst a Boží milost. Vyžaduje zdržení se chtíče, masturbace, smilstva, pornografie, prostituce a znásilnění. Cudnost pro ty, kdo nejsou ženatí, vyžaduje žít ve zdrženlivosti a vyhýbat se sexuálním aktivitám; ti, kdo jsou ženatí, jsou povoláni k manželské čistotě.
Podle církevního učení je sexuální aktivita vyhrazena manželským párům, ať už ve svátostném manželství mezi křesťany, nebo v přirozeném manželství, kde je jeden nebo oba manželé nepokřtění. I v milostných vztazích, zvláště při zasnoubení do manželství, jsou partneři vyzváni k zachovávání zdrženlivosti, aby tak osvědčili vzájemnou úctu a věrnost. Čistota v manželství vyžaduje zejména manželskou věrnost a ochranu plodnosti manželství. Manželé musí pěstovat důvěru a upřímnost, jakož i duchovní a tělesnou intimitu. Sexuální aktivita musí být vždy otevřená možnosti života; církev to nazývá prokreativním významem. Stejně tak musí vždy spojovat pár v lásce; církev to nazývá znakem jednoty.
Antikoncepce a některé další sexuální praktiky nejsou povoleny, ačkoli jsou povoleny metody přirozeného plánování rodičovství, které zajišťují zdravé rozestupy mezi porody nebo odkládání dětí z oprávněných důvodů. Papež František v roce 2015 řekl, že ho znepokojuje, že církev je „posedlá“ otázkami, jako jsou potraty, manželství osob stejného pohlaví a antikoncepce, a kritizoval katolickou církev za to, že upřednostňuje dogmata před láskou a že dává přednost morálním doktrínám před pomocí chudým a lidem na okraji společnosti.

#### Rozvody a prohlášení manželství za neplatné
Hlavní článek: Deklarace nulity
Další informace: Rozvodové právo podle zemí
Kanonické právo nepočítá s rozvodem mezi pokřtěnými osobami, protože platné, konzumované svátostné manželství je považováno za celoživotní svazek. Prohlášení manželství za neplatné však může být uděleno, pokud se prokáže, že od počátku chyběly podstatné podmínky pro uzavření platného manželství – jinými slovy, že manželství nebylo platné kvůli nějaké překážce. Prohlášení neplatnosti, běžně nazývané anulování, je rozsudek církevního soudu, který určuje, že pokus o uzavření manželství byl neplatný. Kromě toho mohou být manželství mezi nepokřtěnými osobami rozvázána s papežským svolením v určitých situacích, jako je přání uzavřít manželství s katolíkem, na základě paulínského nebo petrinského privilegia. Pokus o nové manželství po rozvodu bez prohlášení neplatnosti staví „znovu sezdaného manžela ... do situace veřejného a trvalého cizoložství“. Nevinně opuštění manželé, kteří po rozvodu žijí ve zdrženlivosti, nebo páry, které žijí ve zdrženlivosti po civilním rozvodu z vážného důvodu, nehřeší.
V roce 2006 diecézní soudy na celém světě rozhodly o více než 49 000 případech neplatnosti manželství. Za posledních 30 let se přibližně 55 až 70 % případů prohlášení manželství za neplatné odehrálo ve Spojených státech. Nárůst počtu anulovaných manželství je značný; v roce 2006 bylo ve Spojených státech anulováno 27 000 manželství, zatímco v roce 1968 to bylo 338 manželství. Ve Spojených státech se však každoročně rozvádí přibližně 200 000 sezdaných katolíků; celkem jich bylo v roce 2006 10 milionů. Rozvodů přibývá i v některých převážně katolických zemích v Evropě. V některých převážně katolických zemích byl rozvod zaveden teprve v posledních letech (Itálie (1970), Portugalsko (1975), Brazílie (1977), Španělsko (1981), Irsko (1996), Chile (2004) a Malta (2011), zatímco na Filipínách a ve Vatikánu se rozvody neřeší. (Filipíny však umožňují rozvod muslimům.)

#### Antikoncepce
Hlavní článek: Křesťanský pohled na kontrolu porodnosti
Viz též: Katolická církev a HIV/AIDS a Náboženské reakce na asistovanou reprodukci

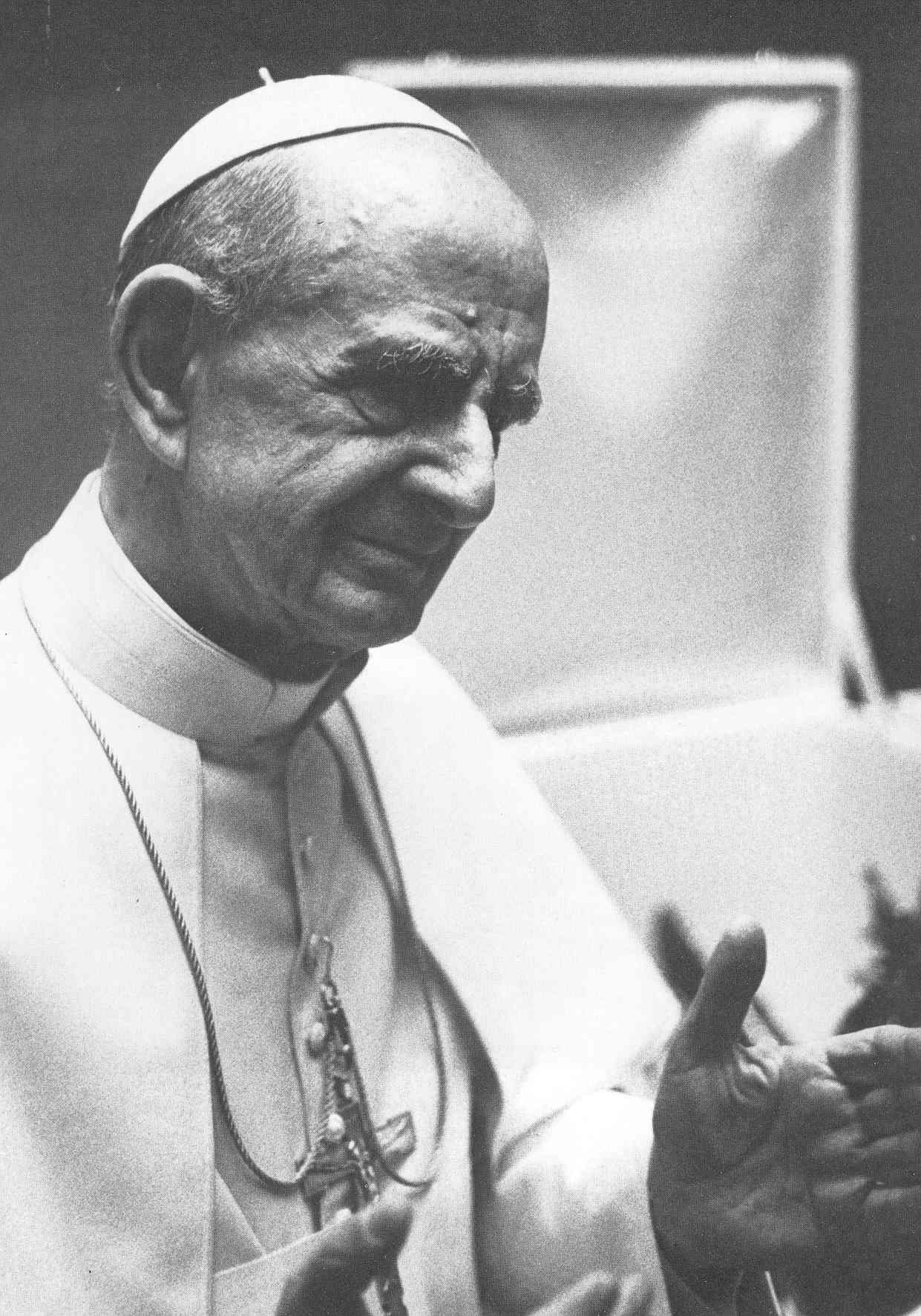
Papež Pavel VI. vydal Humanae vitae 25. července 1968.

Církev učí, že pohlavní styk by měl probíhat pouze mezi mužem a ženou, kteří jsou spolu sezdáni, a to bez použití antikoncepce. Papež Pavel VI. ve své encyklice Humanae vitae (1968) důrazně odmítl veškerou antikoncepci, čímž se postavil do rozporu s odpůrci v církvi, kteří považovali antikoncepční pilulky za eticky ospravedlnitelnou metodu antikoncepce, ačkoli připustil regulaci porodnosti pomocí přirozeného plánování rodiny. Na toto učení navázal zejména Jan Pavel II. ve své encyklice Evangelium vitae, kde objasnil postoj církve k antikoncepci, potratům a eutanazii tím, že je odsoudil jako součást „kultury smrti“ a místo toho vyzval ke „kultuře života“.
Mnoho západních katolíků vyjádřilo výrazný nesouhlas s církevním učením o antikoncepci. Zrušení církevního učení v tomto bodě patří mezi hlavní body progresivistických programů. Politická lobbistická skupina Catholics for Choice, která není spojena s katolickou církví, v roce 1998 uvedla, že 96 % amerických katoliček někdy v životě užívalo antikoncepci a že 72 % katolíků věří, že člověk může být dobrým katolíkem, aniž by se řídil církevním učením o antikoncepci. Používání přirozených metod plánování rodičovství je mezi katolíky ve Spojených státech údajně nízké, ačkoli toto číslo nelze s jistotou zjistit. Vzhledem k tomu, že katoličtí zdravotníci patří celosvětově k největším poskytovatelům služeb pacientům s HIV/AIDS, existuje v církvi i mimo ni značná kontroverze ohledně používání kondomů jako prostředku k omezení nových infekcí, protože používání kondomů obvykle představuje zakázané antikoncepční opatření.
Podobně se katolická církev staví proti umělému oplodnění bez ohledu na to, zda je homologní (od manžela) nebo heterologní (od dárce), a proti oplodnění in vitro (IVF) s tím, že tento umělý proces nahrazuje lásku a manželský akt mezi manželem a manželkou. Kromě toho se staví proti IVF, protože by mohlo dojít k likvidaci embryí; katolíci věří, že embryo je jedinec s duší, se kterým je třeba jako s takovým zacházet. Z tohoto důvodu se církev staví také proti potratům.
Někteří katolíci jsou kvůli svému postoji proti potratům proti podávání vakcín získaných z buněk plodu, které byly získány potratem. Dne 21. prosince 2020 a ohledně očkování vakcínou COVID-19 vydala Kongregace pro nauku víry dokument, v němž uvádí, že „je morálně přijatelné přijímat vakcíny Covid-19, při jejichž výzkumu a výrobě byly použity buněčné linie z potracených plodů“, pokud není k dispozici žádná alternativní vakcína, protože „morální povinnost vyhnout se takové pasivní materiální spolupráci není závazná, pokud existuje vážné nebezpečí, jako je jinak neovlivnitelné šíření závažného patologického onemocnění.“ V dokumentu se uvádí, že přijetí vakcíny neznamená schvalování praxe potratů a že „morálnost očkování závisí nejen na povinnosti chránit vlastní zdraví, ale také na povinnosti usilovat o obecné dobro.“ Dokument dále upozorňuje:
Ti, kteří z důvodů svědomí odmítají vakcíny vyrobené z buněčných linií potracených plodů, však musí udělat vše pro to, aby se jinými preventivními prostředky a vhodným chováním nestali nositeli infekčního onemocnění. Zejména se musí vyhnout jakémukoli ohrožení zdraví těch, kteří nemohou být očkováni ze zdravotních nebo jiných důvodů a kteří jsou nejzranitelnější.

#### Homosexualita
Hlavní článek: Homosexualita a katolická církev
Katolická církev také učí, že „homosexuální činy“ jsou „v rozporu s přirozeným zákonem“, „činy těžké nezřízenosti“ a „v žádném případě je nelze schvalovat“, ale že osobám, které prožívají homosexuální sklony, je třeba přiznat úctu a důstojnost, Podle Katechismu katolické církve,
Nezanedbatelný počet mužů a žen má hluboce zakořeněné homosexuální sklony. Toto zaměření, které se objektivně vymyká řádu, je pro většinu z nich zkouškou. Proto mají být přijímáni s úctou, soucitem a jemnocitem. Vůči nim je třeba se vyhnout jakémukoliv náznaku nespravedlivé diskriminace... Homosexuální osoby jsou povolány k čistotě. Skrze ctnost sebeovládání, jež vychovává k vnitřní svobodě, často skrze podporu nezištného přátelství, modlitbu a svátostnou milost mohou a mají se postupně a rozhodně přibližovat ke křesťanské dokonalosti.
Tuto část katechismu citoval papež František v rozhovoru pro tisk v roce 2013, kdy na otázku týkající se jednotlivce poznamenal:
Myslím si, že když se setkáte s takovým člověkem [osoba, na kterou byl tázán], musíte rozlišovat mezi tím, že je člověk homosexuál, a tím, že je lobbista, protože lobbisté, ti všichni nejsou dobří. To je špatné. Pokud je člověk gay a hledá Pána a má dobrou vůli, no, kdo jsem já, abych ho soudil?
Tato poznámka a další, které zazněly ve stejném rozhovoru, byly vnímány jako změna tónu, nikoli však podstaty církevního učení, které zahrnuje odpor k manželství osob stejného pohlaví. Některé disentní katolické skupiny se staví proti postoji katolické církve a usilují o jeho změnu.

#### Kněžské svěcení žen
Hlavní články: Kněžské svěcení žen a katolická církev a Ženy v katolické církvi
Ženy i muži vykonávají různá povolání, od kontemplativní modlitby, přes vyučování, poskytování zdravotní péče až po práci misionářů. Zatímco kněžské svěcení je vyhrazeno mužům, katolické ženy hrají v životě církve různorodé role, přičemž řeholní instituty poskytují formální prostor pro jejich účast a kláštery poskytují po mnoho staletí prostor pro jejich samosprávu, modlitbu a vliv. Řeholní sestry a jeptišky se ve velké míře podílely na rozvoji a řízení celosvětových sítí církevních zdravotnických a vzdělávacích služeb.
Úsilí na podporu kněžského svěcení žen vedlo k několika rozhodnutím římské kurie nebo papežů proti tomuto návrhu, jako například v Deklaraci k otázce přijímání žen do služebného kněžství (1976), Mulieris dignitatem (1988) a Ordinatio sacerdotalis (1994). Podle posledního rozhodnutí, které se nachází v Ordinatio sacerdotalis, papež Jan Pavel II. potvrdil, že katolická církev „se nepovažuje za oprávněnou připustit ženy ke kněžskému svěcení“. V rozporu s těmito rozhodnutími opoziční skupiny, jako jsou římskokatolické ženy-kněžky, provádějí obřady, které potvrzují jako svátostné svěcení (v několika prvních případech údajně s mužským katolickým biskupem), které jsou podle kanonického práva nezákonné a neplatné a považují se za pouhou simulaci svátosti svěcení. Kongregace pro nauku víry reagovala vydáním prohlášení, v němž s odvoláním na kánon 1378 kanonického práva a další církevní zákony objasnila, že všichni katoličtí biskupové, kteří se podílejí na obřadech svěcení žen, jakož i samotné ženy, pokud jsou katoličkami, automaticky obdrží trest exkomunikace (latae sententiae, doslova „s již uplatněným trestem“, tj. automaticky).

### Případy sexuálního zneužívání
Hlavní článek: Sexuální skandály katolických duchovních
Od 90. let 20. století se otázka sexuálního zneužívání nezletilých katolickými duchovními a dalšími členy církve stala předmětem občanskoprávních sporů, trestního stíhání, medializace a veřejné debaty v zemích po celém světě. Katolická církev byla kritizována za postup při řešení stížností na zneužívání, když vyšlo najevo, že někteří biskupové chránili obviněné kněze a převáděli je na jiná pastorační místa, kde se někteří z nich nadále dopouštěli sexuálních deliktů.
V reakci na tento skandál byly zavedeny úřední postupy, které mají napomáhat prevenci zneužívání, povzbuzovat k oznamování případného zneužívání a k rychlému vyřizování takových oznámení, ačkoli skupiny zastupující oběti jejich účinnost zpochybňovaly. V roce 2014 papež František zřídil Papežskou komisi pro ochranu nezletilých.